# Starověký Egypt

Hlavní centra starověkého Egypta

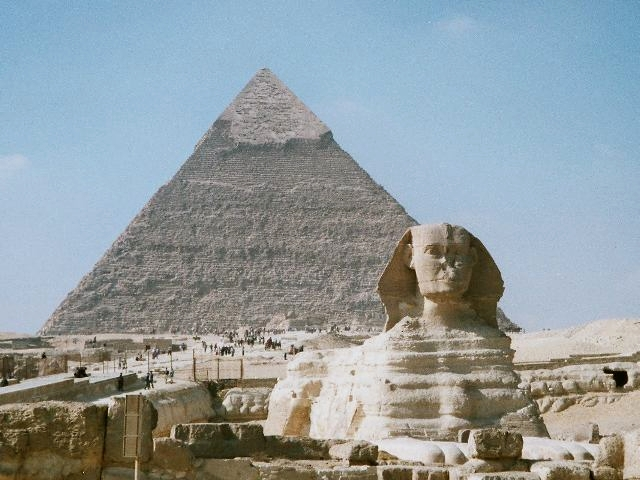
Pyramidy (zde Rachefova) a Velká sfinga v Gíze jsou dnes nejznámějšími symboly staroegyptské civilizace

Starověký Egypt byl jednou z významných a současně nejstarších starověkých civilizací ve Středomoří a na Předním východě. Jejím centrem byla oblast severovýchodní Afriky na území dnešního Egypta, kde se soustředila podél dolního toku řeky Nilu až k prvnímu kataraktu tvořícímu přirozenou jižní hranici. Specifické podmínky nilského údolí a pravidelných nilských záplav umožnily v kontrastu s omezenými možnostmi tehdejší Sahary velice brzy přeměnit okraje záplavové oblasti na vysoce výnosnou zemědělskou půdu, a to pouhými jednoduchými úpravami přirozeného prostředí. To vedlo k relativně značnému soustředění obyvatelstva do údolí a k jeho soběstačnosti, nezávislosti na okolních oblastech a následně i etnocentrismu jako výrazným znakům staroegyptské civilizace. V různých obdobích mocenský vliv egyptských panovníků zahrnoval i další oblasti, zejména na jihu území Núbie, na severu Sinajský poloostrov a jižní Levantu, dále pak Západní poušť včetně jejích oáz, Východní poušť a pobřeží Rudého moře. Tato území ale zpravidla nebyla samotnými Egypťany považována za součást Egypta jako takového, o čemž svědčí jejich zvláštní názvy užívané v egyptštině.
Staroegyptská civilizace trvala a kontinuálně se rozvíjela po dobu více než tří tisíciletí, přičemž ačkoli v průběhu jejího vývoje fakticky došlo k vystřídání přinejmenším tří rozdílných modelů státu (korespondujících s tzv. Starou, Střední a Novou říší), starověcí Egypťané si této kontinuity nepřestávali být vědomi a učinili ji součástí své historické paměti – v průběhu dějin se v obdobích krizí či úpadku do své minulosti obraceli a hledali v ní inspiraci pro soudobé kulturní i politické koncepce. Vznikla na konci 4. tisíciletí př. n. l. z pravěkých a předdynastických kultur (zejména kultury badárské, merimdské a nakádské), když kolem roku 3150 př. n. l. došlo k ustavení první egyptské dynastie a jednotného centralizovaného státu touto dynastií ovládaného. Již v tomto raném období se objevila řada typických kulturních, politických, ideologických a náboženských rysů, které starověcí Egypťané v následujících tisíciletích rozvíjeli a až do zániku své civilizace je neopustili; v jednotlivých historických obdobích byly preferovány jen různé stránky těchto paradigmat, zatímco ona sama zůstávala kontinuálně přítomna. Nositelem této pozoruhodné kulturní, společenské a politické stability bylo specifické egyptské pojetí světa a královské moci, jejíž autorita jako instituce zůstala po více než tři tisíciletí prakticky nezpochybněna. Díky tomu „důležité aspekty faraonské civilizace mohly zůstat několik tisíciletí relativně nedotčené a prodělat jen kombinaci kulturní a politické transformace na počátku Arabské doby“ v roce 640/641.
Svého vrcholného období starověký Egypt dosáhl ve druhé polovině 2. tisíciletí př. n. l. v době Nové říše, kdy egyptský stát získal imperiální charakter a byl rozhodující mocností v celé širší oblasti východního Středomoří. Thutmose III. ovládl rozsáhlé území od čtvrtého nilského kataraktu na jihu až k hornímu toku Eufratu na severu a jeho třetí nástupce Amenhotep III. nejen že „udržel nesmírný respekt k Egyptu v sousedních zemích“, ale využitím dobytých zdrojů také říši přivedl „k nebývalému hospodářskému a kulturnímu rozkvětu,“ z nějž těžilo několik následujících generací. Od poloviny 12. století př. n. l. však docházelo k opakujícím se obdobím úpadku centrální moci a konfrontací s nově vznikajícími starověkými státy, jimž Egypťané z dlouhodobého hlediska nedokázali úspěšně čelit. To vedlo ke spíše defenzivnímu pojetí zahraniční politiky a nakonec k opakovanému ovládnutí Egypta cizími vládci – Núbijci, Asyřany, Peršany, řecko-makedonskými Ptolemaiovci a nakonec v roce 30 př. n. l. Římany. Přesto ovšem staroegyptská civilizace zůstávala z kulturního hlediska velice vitální a svébytnou; teprve od přelomu 2. a 3. století je pozorovatelný nepochybný úpadek tvůrčí invence. Její definitivní zánik přinesl až nástup křesťanství.
Staroegyptská civilizace dosáhla významných úspěchů na poli hmotné, znalostní i duchovní kultury, o nichž svědčí např. budování rozsáhlých kamenných monumentů (pyramid a chrámů), památky písemnictví či doklady o administrativní a společenské organizaci. V mnoha ohledech ji lze oproti soudobému starověkému světu dokonce považovat za jedinečnou a „moderní“. Je také zřejmé, že starověký Egypt významným způsobem působil na příslušníky ostatních starověkých národů; otázka míry jeho skutečného vlivu na utváření ostatních starověkých civilizací je ovšem stále předmětem diskusí. Až do současné doby je inspirací pro řadu kulturních a duchovních proudů (např. hermetismus), v jejichž rámci ovšem dochází k výrazným reinterpretacím staroegyptských reálií.
Vědeckým výzkumem starověkého Egypta se zabývá historická věda – egyptologie. V jejím rámci je pojem „starověkého“ či „faraonského“ Egypta časově vymezován od období konce pravěku bezprostředně předcházejícího vzniku sjednoceného státu až do dobytí země Alexandrem Makedonským v roce 332 př. n. l.

## Dějiny výzkumu

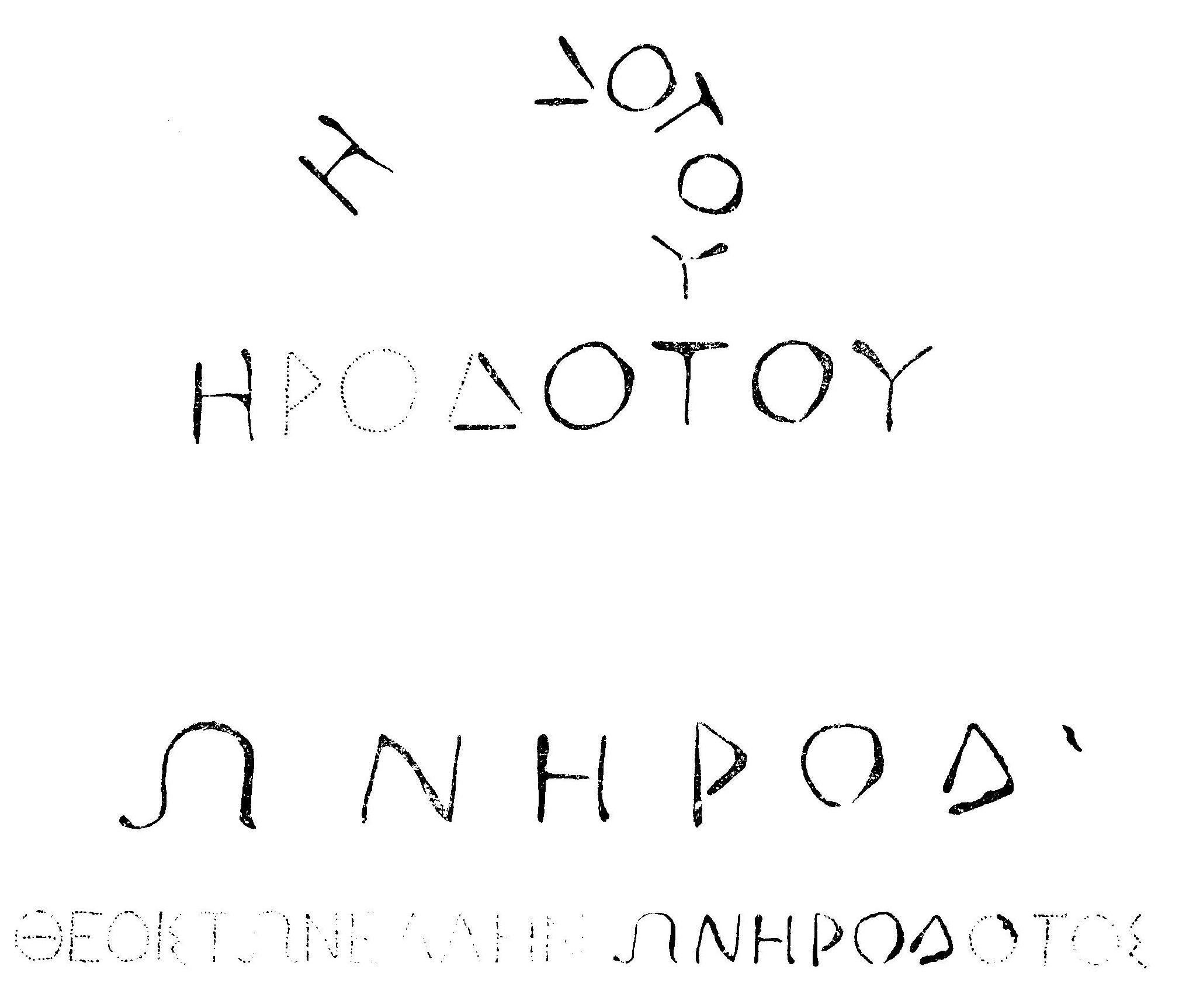
Střepy z Naukratidy s Hérodotovým jménem jsou pokládány za důkaz jeho přítomnosti v Egyptě

Starověcí Egypťané, přestože si byli vědomi své minulosti, od Nové říše se jí aktivně zaobírali (např. v osobě prince Chamuaseta) a nejpozději od 26. dynastie ji všeobecně studovali, nikdy sami nevytvořili retrospektivní kritický pohled, který by reflektoval jejich kulturu a dějiny. Jan Assmann to přisuzuje typicky egyptskému pojetí dějin jako nepřetržitého chronologicko-analistického sledu králů, v němž bylo nepřípustné porušení kontinuity; přitom ovšem teprve diskontinuita „umožňuje vznik představy konce, odkud by bylo možno vyprávět o minulosti.“
První kulturně a historicky pojaté popisy Egypta proto podali až řečtí antičtí autoři. Nejpozději od Pozdní doby totiž Egypt začal být ve starověkém světě pokládán za zemi mimořádného vědění a moudrosti, takže „pro mnoho cizinců všech společenských vrstev byly egyptská kultura a náboženství natolik přitažlivé, že byli odhodláni urazit poměrně dlouhou a časově náročnou cestu,“ aby se s nimi seznámili. Nejstarším známým souborným dílem je Euterpé – druhá kniha Dějin Hérodota z Halikarnássu, která i přes dílčí pochybnosti provázející její text už od starověku zůstává dodnes významným zdrojem informací o starověkém Egyptě. Pod vlivem řecké historiografie sepsal egyptské dějiny ve 3. století př. n. l. pro ptolemaiovské panovníky kněz Manehto. Badatelé pokládají za jisté, že vycházel z oficiálních dokumentů; jeho spis zvaný Aigyptiaka (Egyptské pamětihodnosti), který byl zřejmě nejúplnějším staroegyptským dějepisným dílem, ovšem doposud nebyl nalezen a znám je pouze v nepřesných výpiscích pozdějších spisovatelů. Z dalších autorů se Egyptu věnovali např. Strabón a Kléméns Alexandrijský.
Nejvlivnější obraz Egypta ovšem podal Platón. Zdůrazňoval údajně „devítitisíciletou kněžskou tradici, vůči níž se Řekové jeví jako děti,“ a prohlásil, že Egypťané rozpoznali pro všechny věci „standardní typy – řecký výraz zní schémata, v nichž závazně pro všechen čas poznali a vymezili krásno.“ Egyptský bůh Thovt je podle něj původcem a učitelem veškerého vědění a egyptské kněze pokládal za nositele Thovtových nauk. Ve stejné době pak athénský řečník Isokratés poprvé explicitně formuloval idealizovanou tezi o egyptské filozofii, která má být zdrojem veškeré filozofie vůbec. Předznamenal tak hermetickou tradici Egypta jako tajemné země, v níž jsou bohové nejblíže lidem a která je pramenem dokonalé moudrosti a úplného vědění. V návaznosti na to Diodóros Sicilský podal rozsáhlý seznam slavných Řeků, kteří měli zemi navštívit, a tvrdil, že to, za co jsou váženi, pochází ve skutečnosti z Egypta. Po zániku znalosti čtení hieroglyfického písma se tento v hermetismu dodnes živý směr, Erikem Hornungem označovaný jako egyptozofie, stal převažující tradicí reflexe staroegyptské civilizace, ačkoli z vědeckého hlediska jde spíše o „imaginární Egypt“, tedy o „ideu (Egypta) nezávislou na čase, která s dějinnou skutečností souvisí jen zcela volně.“

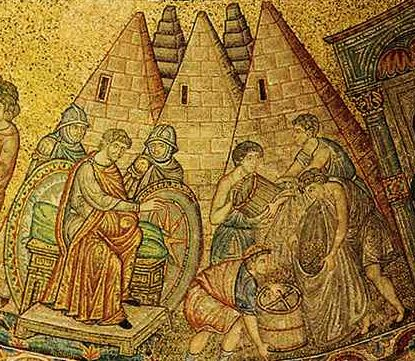
Středověká představa gízských pyramid; v biblickém kontextu byly vykládány např. jako Josefovy sýpky

Středověká Evropa dočasně ztratila kontakt s většinou klasických antických spisů a země samotná se stala nedostupnou v důsledku islámské expanze. Zdrojem informací o Egyptě se tak staly téměř výhradně jen starověké realitě vzdálené biblické příběhy a ve vzdělanějších kruzích také hermetické nauky spojované s postavou „nejmoudřejšího z lidí“ Herma Trismegista. Teprve v 15. a 16. století s nástupem renesance došlo k novému probuzení zájmu o antickou vzdělanost a tím i o užší kontakt se zapomenutou staroegyptskou civilizací, neboť mezi nimi byla shledávána významná souvislost. Egypt se stal cílem cestovatelů z řady evropských zemí a jejich cestopisy s popisy starověkých památek doprovázené více či méně přesnými vyobrazeními posléze podnítily zájem umělců i vědecky zaměřených orientalistů. Nejvýraznější osobností tohoto období byl Athanasius Kircher, který jako vůbec první z badatelů vyslovil názor, že tehdy ještě živá koptština je dědicem jazyka, který byl kdysi zapisován v hieroglyfech. Jeho pokus o rozluštění písma ovšem neuspěl; pod vlivem Hórapollóna totiž jednotlivým znakům přikládal čistě symbolický význam.

### Egyptologie
Počátky skutečně vědeckého výzkumu starověkého Egypta jsou spojeny s egyptským tažením Napoleona Bonaparta z let 1798–1801. Součástí vojenské výpravy totiž byla i vědecká a umělecká komise složená ze 151 odborníků z nejrůznějších oborů. Jejím hlavním cílem sice nebyla dokumentace staroegyptských památek, nicméně členové komise, z nichž v tomto ohledu vynikl zejména umělec a kreslíř Dominique Vivant Denon, právě tomu věnovala nemalé úsilí. Výsledkem jejich činnosti se stalo monumentální dílo Description de l'Égypte vydané v letech 1809–1828, které svou bohatou vědeckou dokumentací položilo základy egyptologie.

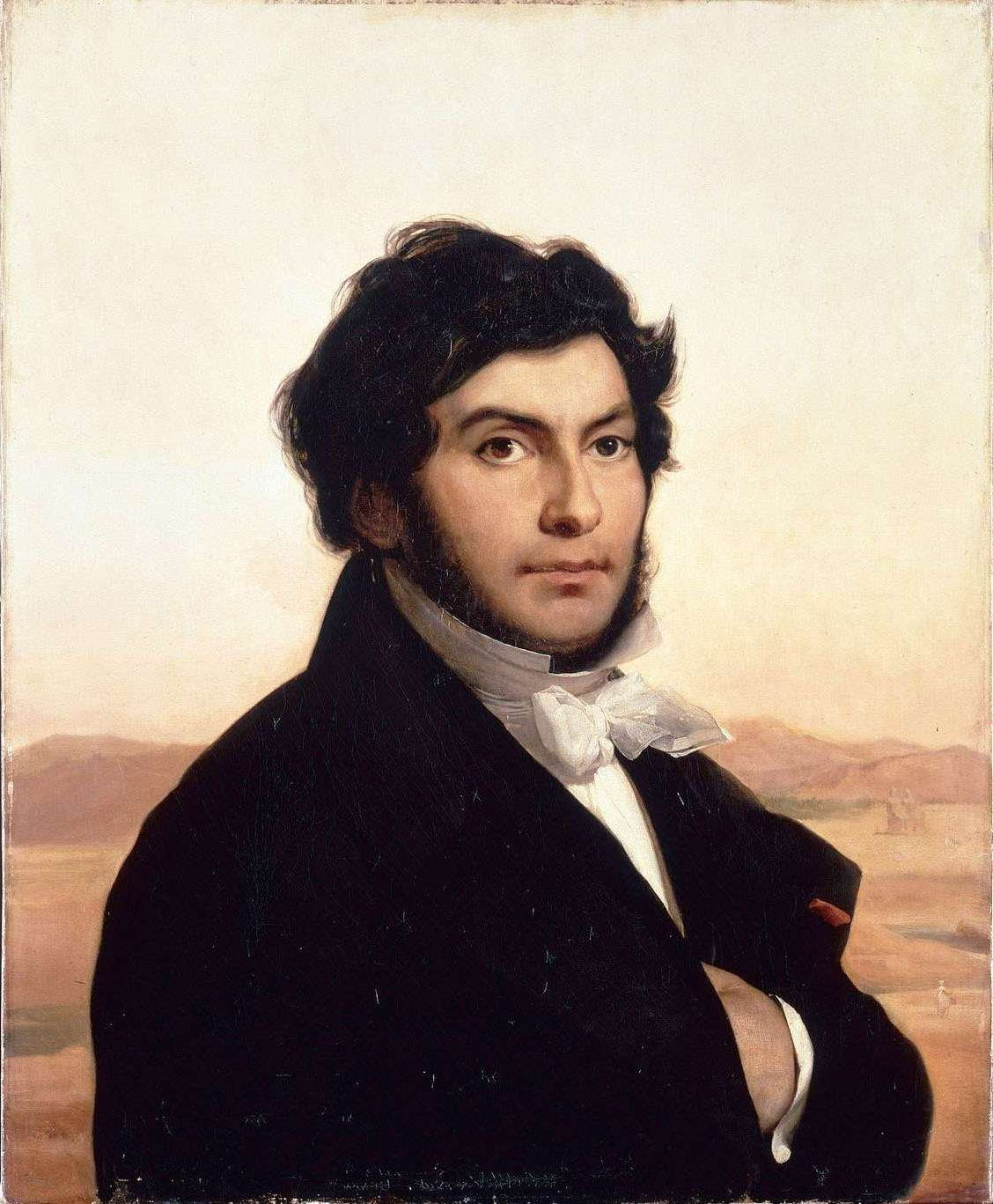
Jean-François Champollion – rozluštitel hieroglyfů a zakladatel egyptologie

Klíčovou otázkou nově vznikající vědy se stalo rozluštění hieroglyfického písma. Toho po dílčích úspěších jiných badatelů (zejména Johana Davida Åkerblada a Thomase Younga) dosáhl na přelomu let 1821/1822 Jean-François Champollion konfrontací tří znakových verzí (řecké v alfabetě a egyptské v hieroglyfech a v hieratice) identického textu zaznamenaných na Rosettské desce. Jeho metoda čtení hieroglyfů byla jako jediná správná definitivně potvrzena v roce 1837 a 1866 Karlem Richardem Lepsiem a v roce 1896 Peterem le Page Renoufem, což otevřelo cestu k radikálnímu rozvoji egyptologických institucí a egyptologického zkoumání staroegyptských reálií.
Prvotní úsilí egyptologů bylo zaměřeno na výzkum a dokumentaci památek, zejména monumentů, přímo v Egyptě. Pozoruhodných výsledků dosáhl např. Richard William Howard Vyse, který ve spolupráci s Johnem Shaeem Perringem ve 30. letech 19. století prováděl náročný výzkum gízských pyramid. Největší a nejlépe organizovanou výpravou své doby byla pruským králem financovaná a Lepsiem vedená výprava z let 1842–1845. Jejím hlavním zaměřením bylo měření, zachycení podoby památek a opisování nápisů; výsledkem se stalo monumentální dílo Denkmäler aus Ägypten und Äthiopien vydané v letech 1849–1859. Počátek prvních systematických archeologických výzkumů je spojen se jménem Augusta Marietta. Ten v roce 1850 zahájil archeologické práce v Sakkáře, při nichž objevil zejména Serapeum – pohřebiště posvátných býků Hapiů. Mariette, pod jehož vedením vykopávky dosáhly nebývalého rozsahu, si také jako první z badatelů uvědomil nutnost ochrany památek. Z jeho iniciativy proto byla založena Egyptská památková správa, která měla zamezit jejich rabování a pustošení hledači pokladů, a Egyptské muzeum v Káhiře, jehož cílem bylo shromažďovat a uchovávat objevené nálezy.

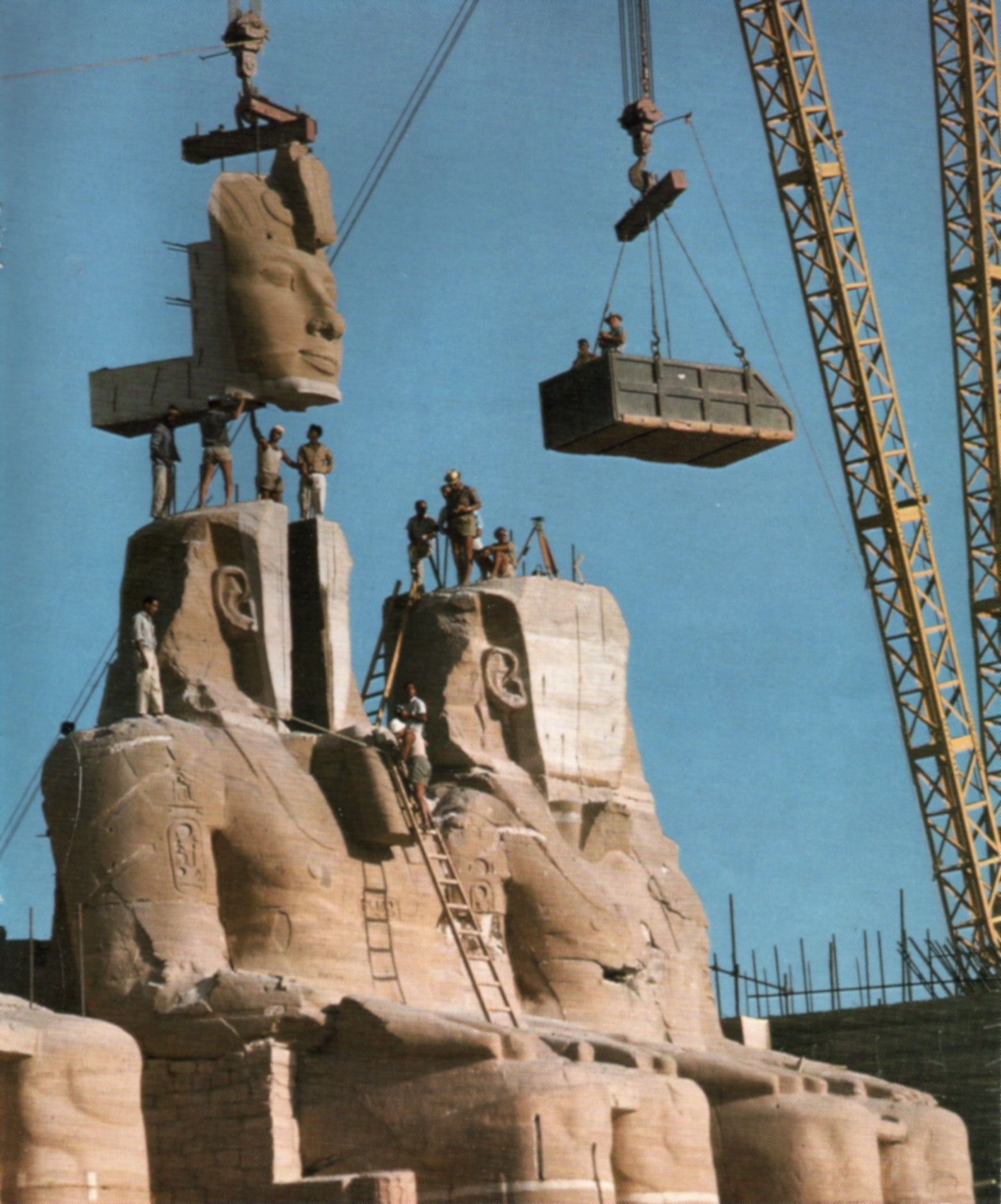
Patrně nejnáročnější akcí záchranného projektu UNESCO bylo přemístění chrámů v Abú Simbelu. Skalní masiv, do nějž byly chrámy vytesány, byl rozřezán na bloky a po přesunu na výše položené místo znovu sestaven

Vedle archeologického výzkumu, jemuž ve 2. polovině 19. století dominoval William Matthew Flinders Petrie a v 1. polovině 20. století práce Ludwiga Borchardta a objev Tutanchamonovy hrobky KV62 Howardem Carterem, bylo hlavním předmětem zájmu egyptologů jazykové bádání. Na půdě Pruské akademie věd vznikl v roce 1897 projekt na vytvoření velkého slovníku egyptštiny; práce vedené Adolfem Ermanem ovšem vyžadovaly zpracování velkého množství artefaktů rozvinutého staroegyptského písemnictví, takže první svazek doposud nepřekonaného díla Wörterbuch der ägyptischen Sprache mohl být vydán až v roce 1926. Významným filologickým počinem pro poznání pozdní fáze vývoje egyptštiny – démotštiny byla Grammaire démotique – Gramatika démotštiny Františka Lexy, jejíž první svazek byl vydán v roce 1938.
V období po 2. světové válce došlo v egyptologii k zásadním změnám v přístupu. Od roku 1952 nová republikánská egyptská vláda začala plánovat stavbu Vysoké Asuánské přehrady, která po svém dokončení měla zatopit rozsáhlá památkově významná území někdejší Núbie. Protože nebylo v možnostech Egypta ani Súdánu financovat záchranu ohrožených památek, obrátily se tyto státy na UNESCO s žádostí o pomoc. Mezinárodní akci na záchranu a dokumentaci památek Núbie, jíž se účastnila významná egyptologická pracoviště z celého světa, se dostalo široké podpory kulturních a politických institucí i světové veřejnosti; vedla také nejen k rozvoji mezinárodní egyptologické spolupráce, ale v některých zemích i k rozvoji egyptologie jako vědeckého oboru vůbec (např. k založení Československého egyptologického ústavu). Skončila úspěšně v roce 1980, nicméně záhy se ukázalo, že existence asuánské přehrady přivodila změnu klimatu v Egyptě a ve svých důsledcích (vyšší vlhkost, stoupající hladina spodní vody a nutnost užívání agresivních umělých hnojiv poté, co ustaly nilské záplavy) má devastující vliv na všechny pískovcové a vápencové monumenty. Moderní egyptologie se proto zaměřuje zejména na ochranu památek; nové vykopávky spíše ustupují ve prospěch dokumentace a prací restaurátorských, konzervačních a stavebně-rekonstrukčních. Pozvolna tak opouští svou počáteční vyhraněně pozitivistickou fázi, čímž se jí otevírá prostor pro nový a doposud jen málo doceňovaný rozměr staroegyptské reality, zejména v oblasti jejích duchovních dějin.

## Země a obyvatelstvo

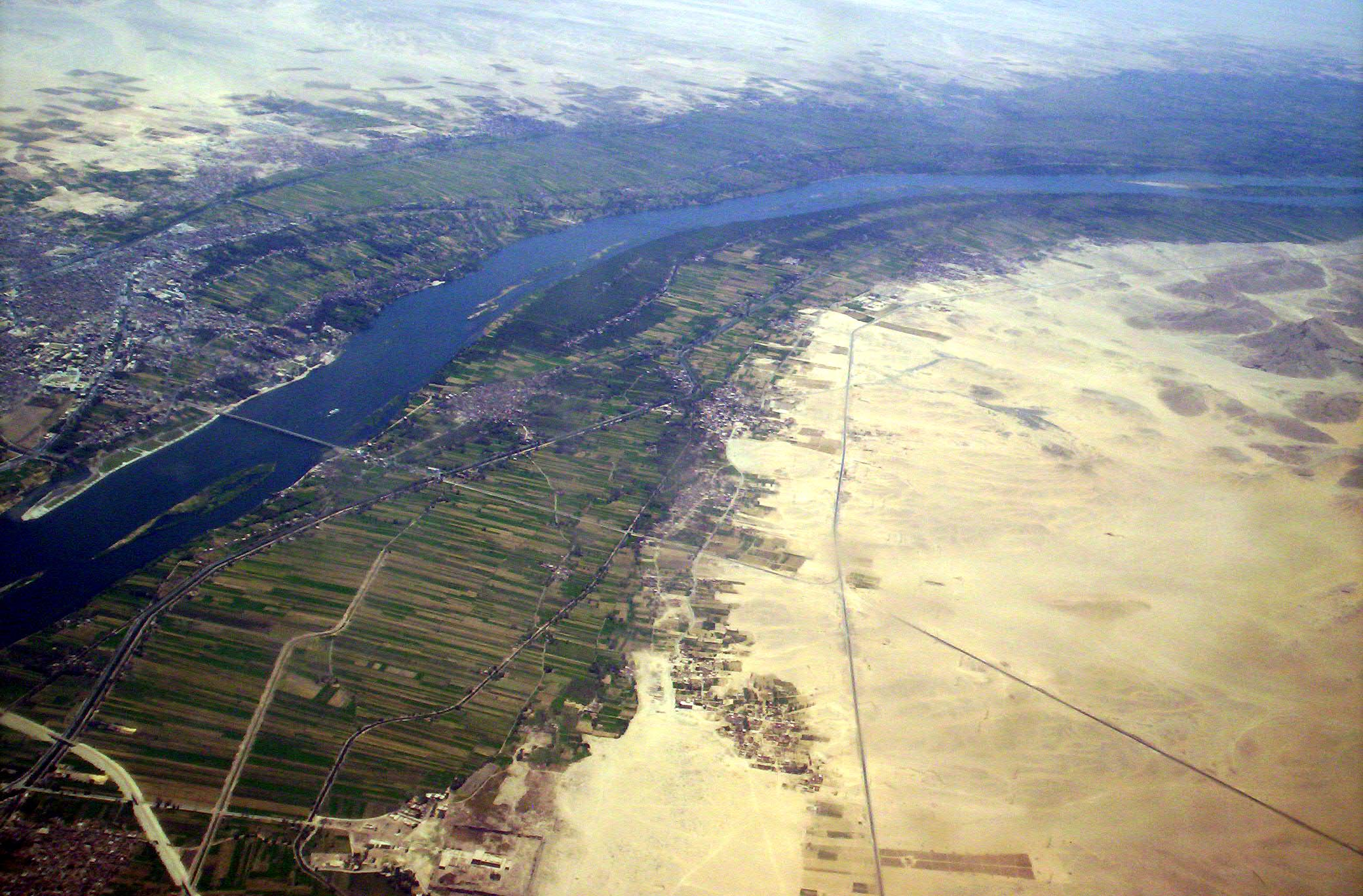
Rozhraní mezi obdělávanou oblastí a pouští, třebaže v důsledku proměn klimatu nebylo vždy tak ostré jako v dnešní době, je od starověku součástí životní zkušenosti Egypťanů

Nejobvyklejší označení dnešního území Egypta užívané samotnými jeho starověkými obyvateli bylo jméno Kemet (konvenční vokalizace hieroglyfického zápisu km.t; někdy přepisováno také jako Takemet či Kemi), v překladu z egyptštiny „Černá (země)“. Je odvozené z černé barvy úrodného bahna přinášeného Nilem při každoročních záplavách a tvoří opozitum ke jménu Dešret (dšr.t, přepisováno též jako Tadešret) – „Červená (země)“ podle barvy rozpáleného písku označující poušť, kterou Egypťané za součást své země nepovažovali. Ukazuje se tak základní staroegyptský model světa jako působení navzájem provázaných dualit, který je pro tamní myšlení charakteristický. Dalším obvyklým pojmenováním bylo např. Meri (Tameri) – „Milovaná“ nebo „Obdělávaná (země)“.
V jiném smyslu býval Egypt označován jako Tauej (tɜwy) – „Obě země“, tedy území sjednocené panovníkem spojením dvou rozdílných (a v mnoha ohledech protikladných) částí. Jižní část Egypta (Horní Egypt) bývala nazývána Ta Šema (šmˤw) – „Úzká země“, přičemž toto jméno popisně odkazuje na tamní geografickou realitu krajiny v podobě úzkého obyvatelného pruhu země podél toku Nilu sevřeného pouštěmi a horami, zatímco jméno severní části (Dolního Egypta) Ta Mehu (mḥw) – „Plná země“ má zřejmou souvislost s geografickou charakteristikou široce rozevřené nilské delty. Toto pojetí úzce souvisí s mytologickými představami a zdůrazňuje postavení panovníka jako dědice bohů.
Nynější jméno země badatelé odvozují od egyptského názvu ḥwt kɜ ptḥ (v pozdější výslovnosti hikupta) – „Chrám/Svatyně Ptahova ka“, což bylo označení Ptahova chrámu v Mennoferu, největším městě Egypta, do nějž zpravidla směřovali všichni příchozí cizinci. Starověcí Řekové jej převzali v podobě ΑΙΓΥΠΤΟΣ (Aigyptos) a prostřednictvím mytické postavy krále Aigypta jej vztáhli na celou zemi. Odtud pak bylo odvozeno latinské jméno ÆGYPTVS (Égyptus) převzaté do řady moderních jazyků. Ne tak ovšem v arabštině, kde je používán výraz مصر (Maṣr či Miṣr).

## Historie

### Chronologie

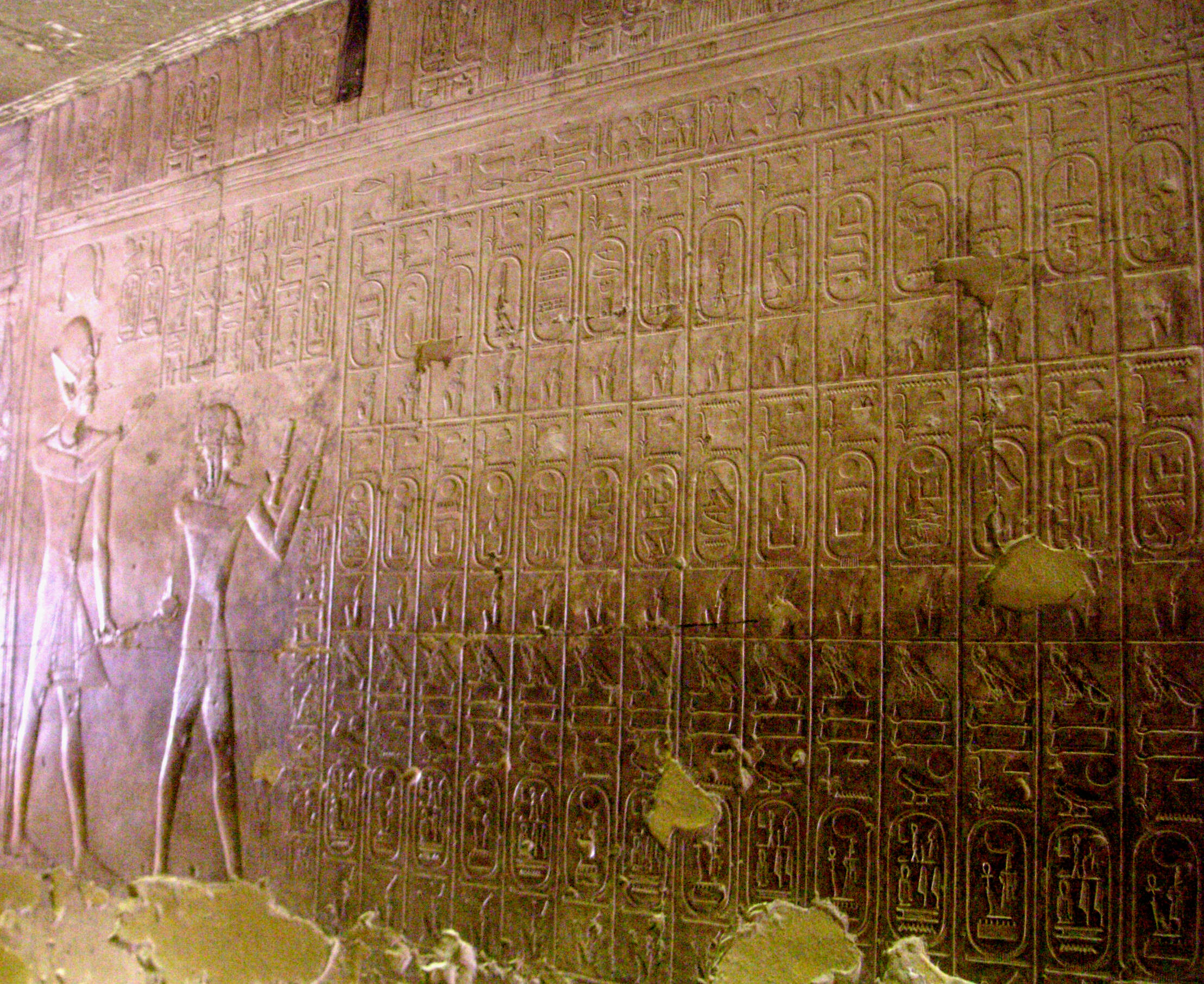
Abydoský královský seznam; starověké královské seznamy jsou dodnes základem moderní chronologie egyptských dějin

Od vzniku Manehtova členění, které je samo nejspíše v souladu s dávnou egyptskou tradicí, jsou dějiny starověkého Egypta obvykle členěny na kratší časové úseky – dynastie a v jejich rámci dále na období vlád jednotlivých panovníků. Egyptologie tento postup převzala – překonává jím nejistotu absolutní chronologie a nahrazuje ji relativní posloupností dynastií a králů s počtem let jejich panování. Dějepisci 19. století navíc vedle toho do egyptské chronologie zavedli rozčlenění na tzv. „říše“ (Starou, Střední a Novou), jakási období prosperity a mocenského vzestupu, a tzv. „přechodné doby“ (První, Druhá a Třetí) jako období úpadku po „říších“ následující. Řazení jednotlivých dynastií do těchto epoch je ovšem zejména od 2. poloviny 20. století předmětem odborných diskusí.
Oba systémy jsou značně jednostranně založeny na politických událostech; přitom ve světle nových poznatků se ukazuje, že „krátkodobé politické události, jež byly často považovány za rozhodující faktory v dějinách, mohly být mnohdy historicky méně důležité než postupný proces společensko-hospodářských změn, které ve svých důsledcích mnohem víc proměňovaly kulturní tvář krajiny.“ Navíc zejména druhý systém je výrazně poplatný době svého vzniku: odráží dobově schematický pohled „na periodicitu dějin, k němuž dnes existují vážné výhrady“. Na druhou stranu nelze popřít, že jak jednotlivé dynastie, tak jednotlivé „říše“ a „přechodné doby“ zpravidla vykazují řadu kulturních znaků či alespoň důrazů, které jsou charakteristické právě pro ně, takže jejich využívání je v egyptském prostředí velmi praktickým nástrojem.
Vzhledem k této povaze egyptské chronologie existuje řada důvodů, pro něž lze většinu datování provést jen velice přibližně. Obzvláště pro dřívější období platí, že mnohdy nelze vůbec určit pořadí jednotlivých vlád či dobu jejich trvání, že některá panovnická jména mohou, ale nemusí patřit osobám známým už pod jménem jiným (viz např. nejasná totožnost legendárního Meniho), že někteří králové po neznámou dobu vládli souběžně, ať už z důvodu spoluvlády nebo fragmentarizace politické moci. Situaci navíc může komplikovat tradiční egyptské datování podle let vlády jednotlivých panovníků, pohyblivost egyptského kalendáře a také jednoduchý fakt, že některá období jsou prostě méně zdokumentována než jiná, čímž může být výsledný obraz poněkud zkreslený. Ačkoli tedy základní rámec datování je v současné době už pokládán za nesporný, je třeba počítat s dílčími nejasnostmi v posloupnosti a s odchylkami v přesnosti dat od 150 (pro starší dějiny) do 10 (pro mladší dějiny) let. Jaromír Málek stav nejnovějšího bádání ohledně absolutní chronologie shrnuje tak, že od Pozdní doby je data možné považovat za jistá, v Nové říši by odchylka neměla přesahovat 15 let, ve Střední říši 40, ve Staré 60 a pro první dvě dynastie se pohybuje kolem 100 let.

### Předdynastická doba

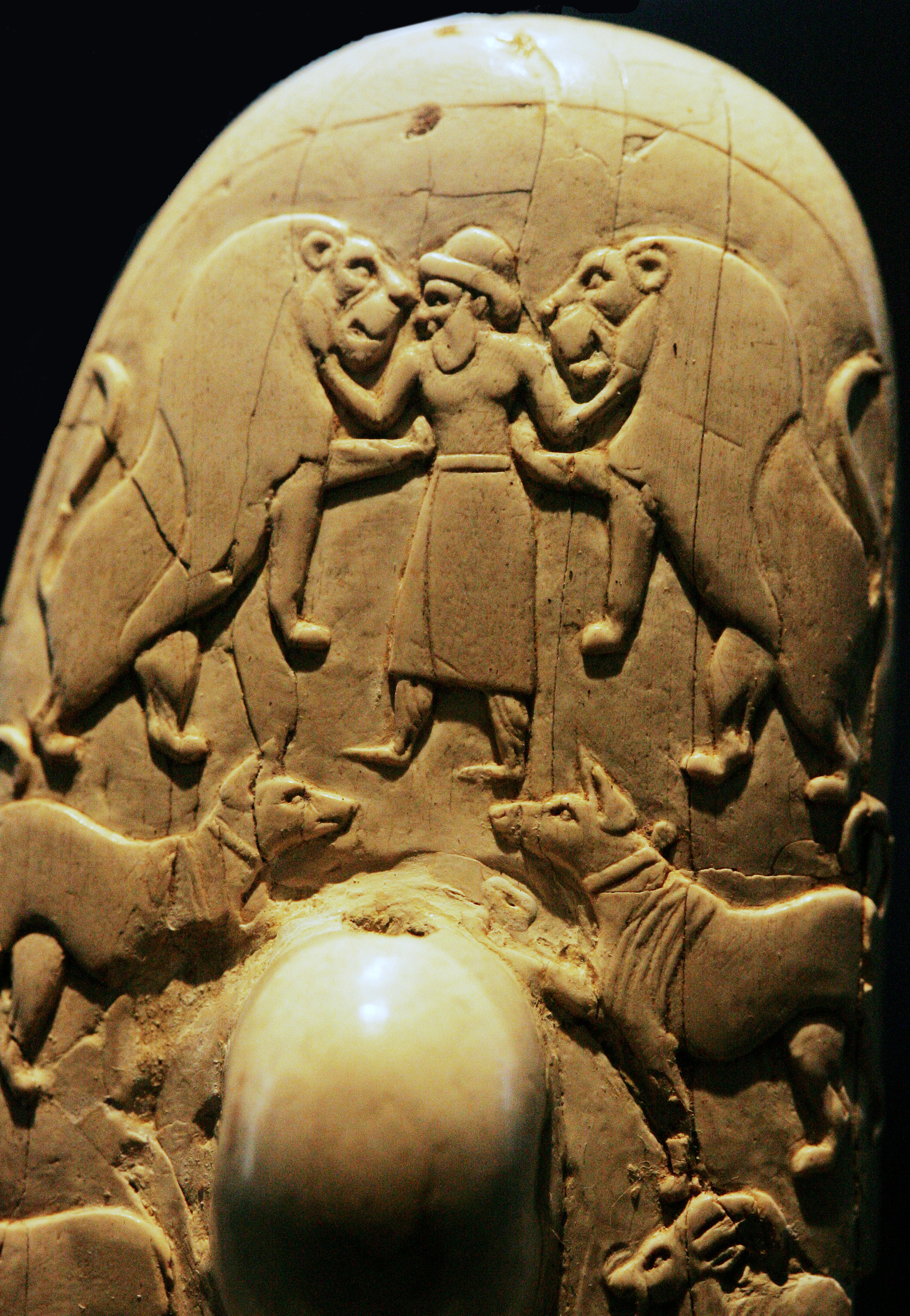
Rukojeť prehistorického nože; podle některých badatelů vykazuje řada artefaktů Předdynastické doby vliv sumersko-mezopotámské kultury

Archeologické výzkumy naznačují, že vyvinutá egyptská společnost sahá daleko do pravěku. Nil, okolo kterého se soustřeďuje většina obyvatelstva země, je pro egyptskou kulturu životodárnou řekou od doby, kdy se kočovní lovci a sběrači usadili podél Nilu během pleistocénu. Stopy tohoto raného obyvatelstva se objevují ve formě artefaktů a skalních maleb podél teras Nilu a v oázách. Předdynastické období patří do období neolitu (10 000 – 4 700 př. n. l.). Některé autority nicméně kladou začátek předdynastického období mnohem dříve, do starého paleolitu.
V době neolitu existovalo na území Sahary a v nilském údolí několik kultur. Důkazy také naznačují lidské osídlení v jihozápadním koutu Egypta, blízko súdánských hranic, před rokem 8000 př. n. l. Většinu nalezišť tvoří sezónně obývané tábory lovců, rybářů, a lovců a sběračů používajících kamenné nástroje. Ze 7. tisíciletí př. n. l. existují náznaky pastevectví a kultivace obilovin.
Klimatické změny a/nebo nadměrná pastva koncem neolitu vedly k vysoušení západní oblasti a vytváření Sahary. To vedlo k opouštění dnešní Západní pouště a stěhování obyvatel do údolí Nilu a jejich koncentraci zde. Postupně vznikla více centralizovaná společnost s rozvinutým zemědělským hospodářstvím. Došlo ke vzniku společenských vrstev a k jejich hierarchizaci.
V údolí Nilu se vystřídalo několik kultur (kultura el-Omari, Merimdská kultura, Fajjúmská kultura, kultura Maadí, Badárská kultura, kultura Nakáda), z nichž některé existovaly současně, ale na různých místech a vzájemně se ovlivňovaly. Obyvatelé nilského údolí již měli rozsáhlé obchodní styky s okolními oblastmi, hlavně s Palestinou.
Do roku 6000 př. n. l. se v údolí Nilu objevilo organizované zemědělství. V té době Egypťané chovali dobytek a také stavěli rozlehlé budovy. Už okolo roku 4000 př. n. l. se používala malta.
Do období 6500 - 4400 př. n. l. se řadí jeskynní malby z Jeskyně plavců a Jeskyně šelem, které rozluštili čeští vědci.

### Archaická doba

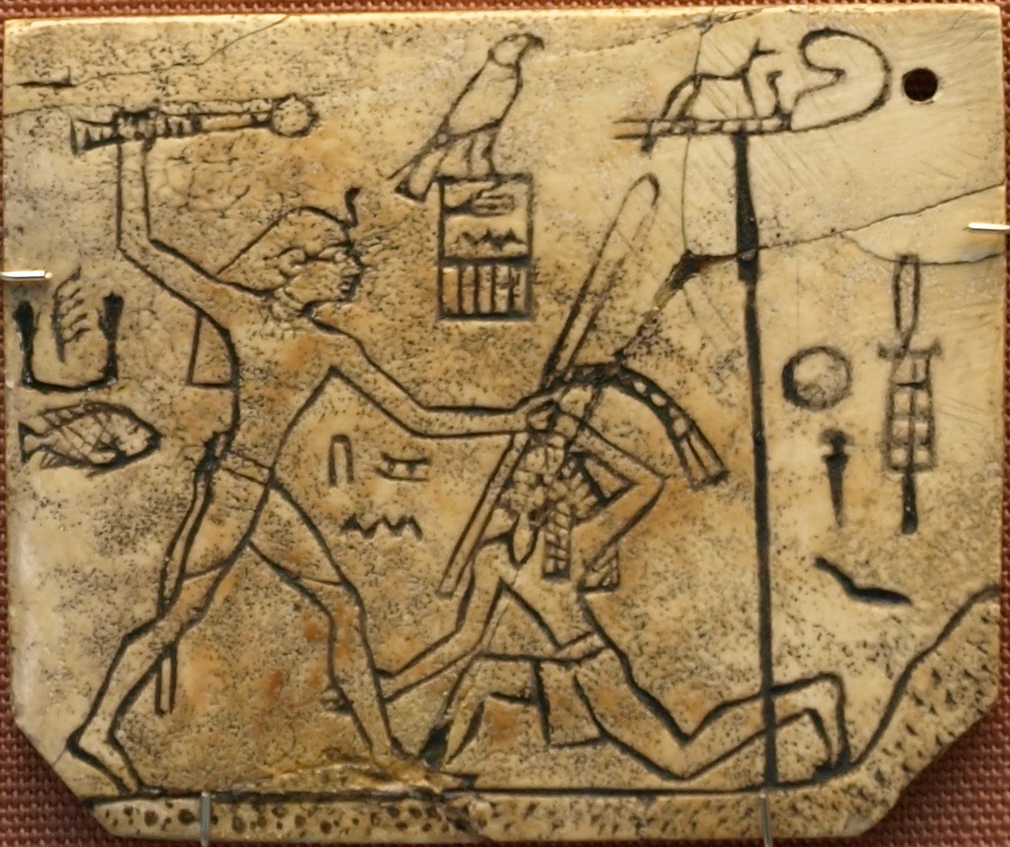
Panovník Den poráží nepřítele; ideologické a ikonografické pojetí královské moci se v Egyptě ustálilo už na samém počátku starověku

Archaická doba připadá přibližně do let 3150–2700 př. n. l. a zahrnuje období 1. a 2. dynastie.
V roce 3150 př. n. l. došlo ke sjednocení Egypta. Mezi lety 5500 př. n. l. a 3100 př. n. l., během předdynastického období, vzkvétala podél Nilu malá osídlení. Do roku 3300 př. n. l., před první dynastií, byl Egypt rozdělen do dvou království, známých jako Horní Egypt (Ta Shemau) a Dolní Egypt (Ta Mehu). Dělicí linie procházela zhruba oblastí dnešní Káhiry. Dolní Egypt byl tvořen pravděpodobněji městskými státy.
Kolem roku 3000 př. n. l. byly tyto dva státy sjednoceny (násilně nebo sňatkem). Podle legend sjednotil starověký Egypt první král – faraon Menes. Administrativním střediskem sjednoceného království se stal hornoegyptský Cenej (Cínev, řecky This).

### Stará říše

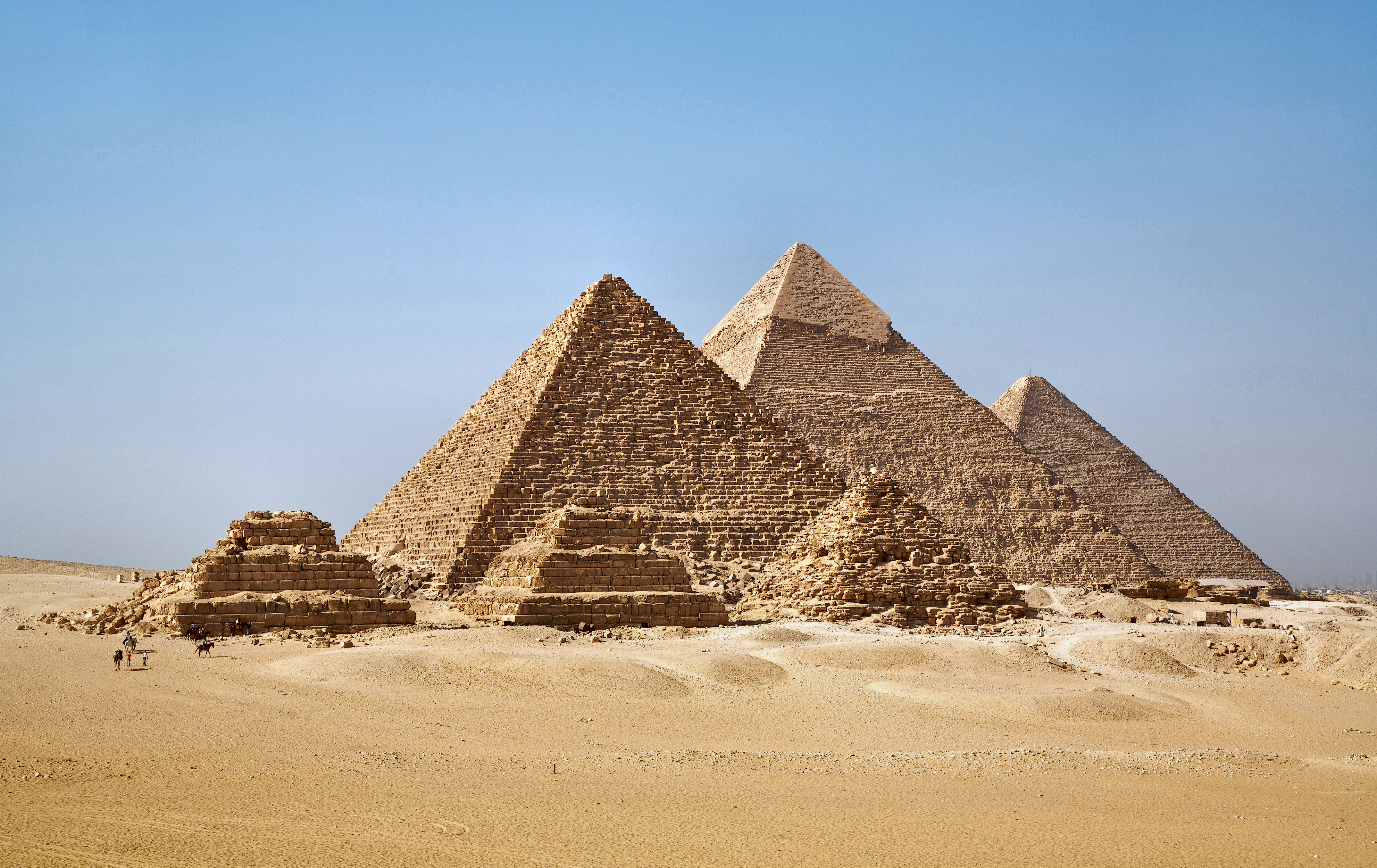
Pyramidy v Gíze; budování monumentálních pohřebních památníků vyžadující značný stupeň organizace společnosti prostřednictvím účinné byrokracie je charakteristickým znakem Staré říše

Stará říše připadá přibližně do let 2700–2180 př. n. l. a zahrnuje období 3., 4., 5. a 6. dynastie.
Období Staré říše začíná založením 3. dynastie, kterou založil vládce Džoser, který si jako první nechal vystavět jako svou hrobku pyramidu – stupňovitou pyramidu v Sakkáře. Nejznámější pyramidy v Gíze byly postaveny za 4. dynastie, např. Cheopsova velká pyramida.
Počátkem tohoto období si Egypt podmanil Sinaj (naleziště mědi a tyrkysu) a Núbii (zde bylo zlato, dřevo a zvířecí kůže). Záhy však propukly nástupnické boje, které měly za následek založení úřadu správce Horního Egypta, který měl obnovit vládcovu autoritu na tomto území. Správcovství jednotlivých částí Egypta (nomů) ze své funkce těžili, jejich moc rostla, ženili se s egyptskými princeznami a jejich úřad se stal dědičným.
Ke konci období Staré říše došlo k sociálním nepokojům, vnitřním rozbrojům a bojům o moc mezi jednotlivými nomarchy (správci nomů), k nájezdům vnějších nepřátel a úpadu zemědělství. Nakonec se země rozdělila na několik nezávislých částí.

### První přechodná doba
První přechodná doba připadá přibližně do let 2180–2064 př. n. l. a zahrnuje období 7., 8., 9. a 10. dynastie a 1. polovinu 11. dynastie.
V této době je Egypt rozdělen na dvě části, spravované z Henennisutu (severní část) a z Vesetu (jižní část). Tyto dvě části spolu válčily o vládu nad celým Egyptem. Na konci tohoto období thébský král Nebhepetre Mentuhotep II. zvítězil nad hérakleopolským panovníkem a znovu sjednotil Egypt.

### Střední říše

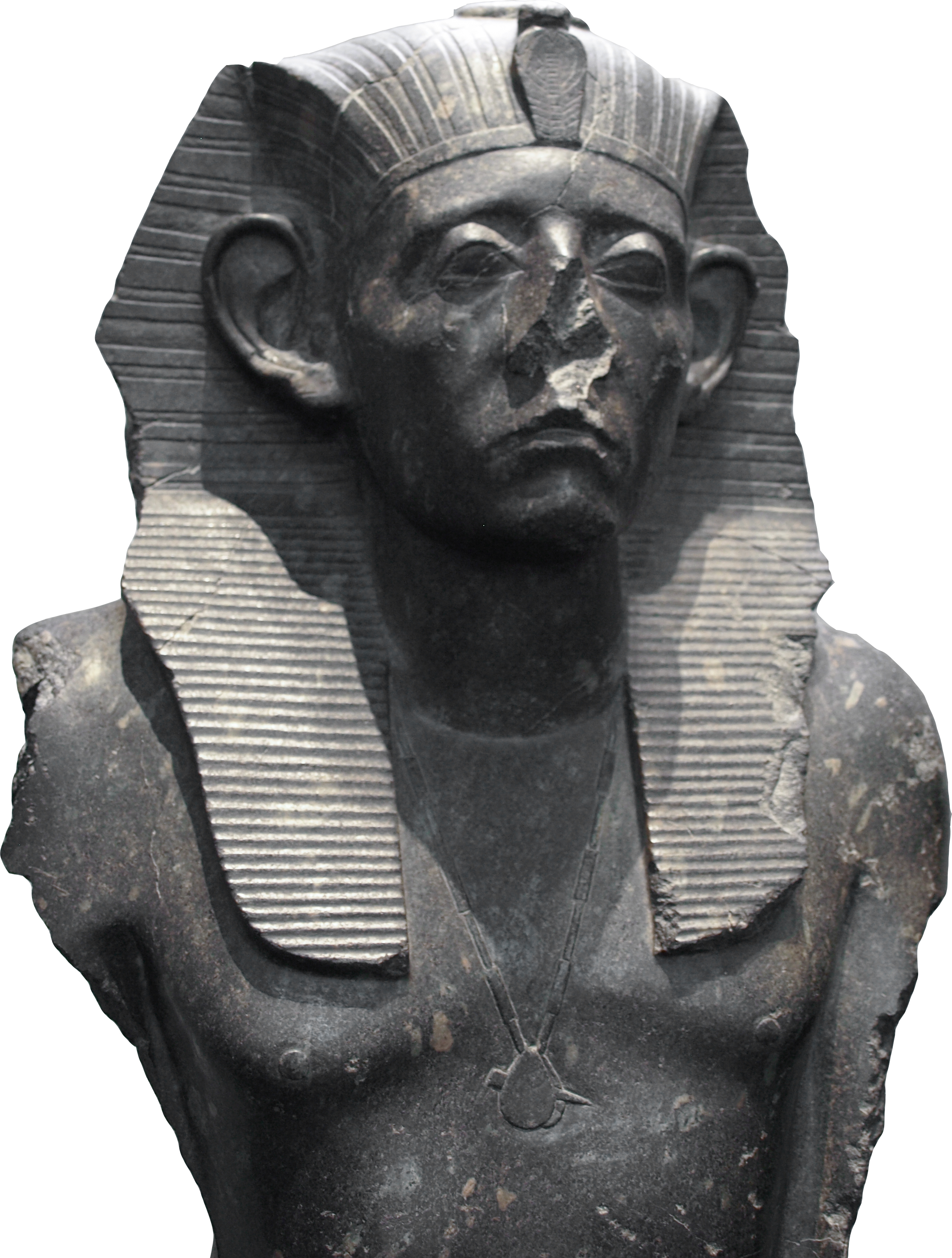
Senusret III. jako reprezentant nového archetypu panovníka; král 12. dynastie je „dobrý pastýř“, který se stará o svůj lid a vše a každého slyší, což je na soše příznačně vyjádřeno úmyslným zvýrazněním zvětšených, téměř odstávajících uší

Střední říše připadá přibližně do let 2064–1797 př. n. l. a zahrnuje období 2. poloviny 11. dynastie a 12. dynastii.
Poslední fázi vojenského konfliktu mezi severním a jižním královstvím zahájil přibližně ve 14. roce své vlády vesetský panovník Mentuhotep II. Průběh událostí není znám; podnětem k tažení nejspíše byla vzpoura v cenejském nomu. Klíčové pravděpodobně bylo dobytí pohraničního Sautu (Asjútu), které následovalo po jejím potlačení, a také fakt, že nedlouho před tím zemřel henennisutský panovník Merikare, takže jeho nástupce vládl jen několik měsíců. Zdá se, že poté se správní síť severního království zhroutila a že její představitelé se snažili co nejdříve postavit na stranu vítězného Mentuhotepa; pohřebiště severního hlavního města mohlo být podle svědectví archeologie vypleněno. Výrazem upevnění autority královské moci za Mentuhotepa a jeho dvou nástupců bylo znovuzahájení budování kamenných monumentů a organizování náročných obchodních výprav do Byblu a do Puntu.
Je možné, že za Mentuhotepa IV. vyvolala centralizační politika odpor nomarchů ve středním Egyptě; podrobnosti o králově původu ani jeho vládě nejsou známé a jeho nástupcem a prvním panovníkem 12. dynastie se stal Amenemhet I. – muž nekrálovského původu, který velmi pravděpodobně původně zastával úřad vezíra. Sídlo vlády přenesl do nově založeného hlavního města Amenemhetictaueje ležícího ve fajjúmské oblasti, jíž pak byla zejména za Senusreta II. a Amenemheta III. věnována velká pozornost vybudováním rozsáhlého zavodňovacího systému; to dynastii umožnilo oprostit se od dosavadních politických elit a vytvořit novou vrstvu úředníků závislých výhradně na králi. Amenemhet I. nechal vybudovat řadu pevností v Egyptě i v Núbii, zejména tzv. Vládcovy zdi na severovýchodní hranici. Není jasné, čím byly zjevné obavy o bezpečnost motivovány. Nejspíše jejich cílem bylo zajistit bezproblémový přístup k núbijským zlatým dolům a k nalezištím tyrkysu na Sinaji. Na druhou stranu ale právě z Amenemhetovy doby pocházejí doklady o nasazení armády proti Asijcům v deltě, takže dalším úkolem Vládcových zdí mohla být i ochrana před nekontrolovanou migrací cizinců do Egypta podobně, jak tomu bylo o něco později při uzavření hranic s Núbií Senusretem III.
Panovníci Střední říše aktivně prostřednictvím různých strategií prosazovali centralizační politiku s cílem přímého řízení země královským dvorem. Zatímco za vlády 11. dynastie začali být nomarchové, kteří sehráli výraznou roli v procesech vedoucích k zániku Staré říše a v tradici První přechodné doby spravovali nomy poměrně samostatně, při souběžném snížení svého počtu kontrolováni královskými úředníky, Amenemhet I. a jeho nástupci usilovali jejich vliv dále oslabit prostřednictvím měst, která se nově stala administrativními středisky. Jejich správu s přilehlým územím vykonávali jmenovaní starostové, přičemž postavení nomarchy získávali a případně mohli zdědit jen nejvyšší úředníci v nejdůležitějších městech, kteří už ale nedosahovali veškeré moci původně s ním spojené. Za Senusreta II. byli synové stávajících nomarchů vychováváni v hlavním městě v kapu a poté jmenováni do úřednických funkcí buď přímo v rezidenci nebo jinde v regionech. Tento proces vyvrcholil za Senusreta III., kdy úřad nomarchy definitivně zanikl a dosavadní role vykonávaná rodovou aristokracií v rámci státní správy byla přenesena na nově vytvořený byrokratický aparát. Změny v politické organizaci, jejichž výsledkem byla vyšší efektivita správy a současně intenzivní dohled vlády nad celkem společnosti, a s nimi spojená změna v chápání postavení panovníků vedla k proměně společnosti jako celku: významu nabyla „středostavovská“ městská společnost (v Egyptě ovšem reprezentovaná písařem jako králi oddaným úředníkem) a pro ni typická představa „lidštějšího rozměru“ světa a důležitosti jednotlivce ve vztahu k vládě a tedy (v důsledku typicky egyptské představy jejich propojení) i ke „kosmu“. O těchto světonázorových změnách podává svědectví např. zavedení povinných prací ve prospěch státu, rozšíření vešebtů pro potřeby posmrtného života a svým rozvojem a novými tématy především soudobé písemnictví.

### Druhá přechodná doba

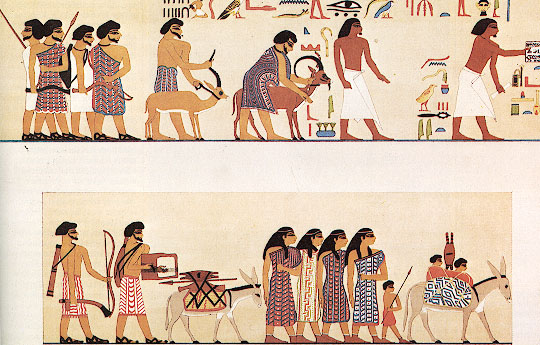
Průvod Asijců přicházejících do Egypta; jejich vůdce Abíša (zobrazen v horním registru uprostřed v dlouhém šatu v mírném předklonu) je označen jménem a titulem „vládce cizích zemí“

Druhá přechodná doba připadá přibližně do let 1797–1543 př. n. l. a zahrnuje období 13., 14., 15., 16. a 17. dynastie.
Není známo, jaké důvody vedly k zániku 12. dynastie; je možné, že reformní administrativní procesy vrcholící za Senusreta III. v konečném důsledku rozvrátily státní správu, destabilizovaly zemi a umožnily rychlejší rozpad její integrity. Pádu dynastie předcházelo období slabých vlád Amenemheta IV. a vládnoucí královny Sebeknofru, podrobnosti však nejsou známy. První panovníci 13. dynastie ale zcela jistě pocházeli z jiného rodu, i když za jejich vlád přetrvaly všechny charakteristiky politiky a kultury dynastie předchozí. Tato kontinuita trvající až do doby Neferhotepa I. vede některé badatele k tomu, že ke Střední říši přiřazují přinejmenším ještě i první polovinu 13. dynastie, ne-li dokonce tuto dynastii celou. Na druhou stranu ovšem tato skupina králů postrádá rysy skutečné politické dynastie a její příslušníci, třebaže některé je možno považovat za relativně silné, zjevně nedisponovali takovou mírou moci, jaká byla obvyklá u stabilních faraonských vlád předcházejících období. Není také jisté, do jaké míry tvořili jedinou linii – dědičný princip následnictví se zhroutil a zdá se, že moc spočívala v rukou vlivných vojenských rodin, které možná střídavě určovaly obsazení královského úřadu. Vysoký počet králů období 13. dynastie (pohybuje se mezi 50 až 90) a s její pozdější fází souběžné 14. dynastie (Manehto uvádí počet 76) a nejistota jejich zařazení napovídají, že došlo k fragmentarizaci severního Egypta do městských států, jejichž vládci souběžně užívali královskou titulaturu. Definitivní zánik tradice vlády typické pro Střední říši nastal opuštěním Ictaueje jako sídelního města a jeho přenesením do Vesetu někdy po roce 1685 př. n. l.; poté už místní vládci přestali byť i formálně respektovat autoritu ústřední vlády.
Jedním z nejvýznamnějších center se stalo město Hatueret (Avaris) ve východní deltě. Od závěru 12. a počátku 13. dynastie byla značná část jeho obyvatelstva tvořena imigranty z Levanty, jejichž kultura vykazovala výrazně neegyptské rysy. Vůdcové Asijců přicházejících do Egypta byli v egyptštině tradičně označováni jako hekau chasut – „vládci cizích zemí“ (odtud odvozeno řecké označení „Hyksósové“). Vzestup jejich moci nemusel nutně mít povahu násilného konfliktu – archeologické pozůstatky města pro tuto dobu svědčí o naprosté kontinuitě. Někdy ve 2. čtvrtině 17. století př. n. l. přijal první z nich královský status a zahájil expanzi; snad šlo o využití mocenského vakua po přesunu metropole formálního panovníka z Ictaueje do Vesetu, snad o přímý vojenský útok.
Počátek vlády hyksóských králů tvořících 15. dynastii měl podobu „migrace rozličných palestinských skupin z jižní Palestiny přímo do východní delty s cílem usadit se zde, a pohybu mobilnějších bojovných skupin pravděpodobně soustředěných kolem hlavní armády či tvořících volnější spojenectví, jejichž cílem byl Mennofer.“ Hyksósové disponovali do té doby v Egyptě neznámými typy zbraní, což jim umožnilo postupně ovládnout celý Dolní Egypt a někteří prokazatelně značnou míru autority požívali i v jižní části země. Vesetští vládci si udrželi relativní samostatnost a ovládali poměrně rozsáhlé území (v Kamoseho době hranice mezi oběma královstvími ležela jižně od Chemenu v Kusai), až do závěru 17. dynastie však měli jen lokální význam. V Núbii následkem ustání egyptského mocenského vlivu vzniklo samostatné vojensky mocné království s centrem v Kermě poblíž 3. nilského kataraktu, jehož králové sice podnikali občasné výpady do jižní části Horního Egypta a vystupovali jako spojenci Hyksósů, ale celkově k dění v Egyptě zaujímali opatrný postoj. Ačkoli pozdější literární tradicí, o níž se opíral i Manehto, byli Hyksósové líčeni jako barbarští a destruktivní a nebyli uznáváni za skutečné egyptské panovníky, nýbrž jen za „cizí krále“, ve skutečnosti přinejmenším v pozdějších obdobích (zejména za králů Chaiana a Apopiho) uplatňovali zcela egyptský způsob vlády a jejich statut nebyl současníky zpochybňován a nebyl vůči němu uplatňován aktivní odpor. To nejspíše platí i pro vztah s vesetskou 17. dynastií; je dokonce možné, že mezi nimi došlo k dynastickému sňatku.

### Nová říše

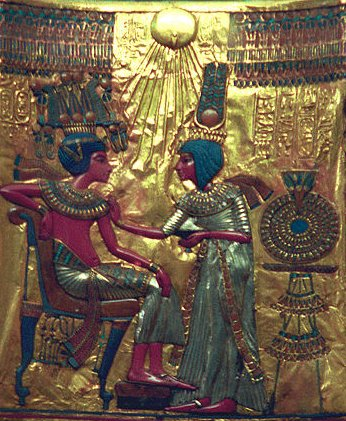
Opěradlo Tutanchamonova trůnu s vyobrazením krále a královny Anchesenamony pod paprsky boha Atona; užitkové předměty z královy hrobky dokládají vysokou úroveň a vytříbenost kultury Nové říše

Nová říše připadá přibližně do let 1543–1080 př. n. l. a zahrnuje období 18., 19. a 20. dynastie.
Zdá se, že vojenský konflikt mezi severem a jihem Egypta byl spojen s nástupem nové vládnoucí rodiny na jihu. S přestávkami trval nejméně 30 let a zahrnoval období tří vesetských vlád. Úsilí králů 17. dynastie Sekenenrea a Kamoseho o vytlačení Hyksósů a o znovusjednocení Egypta završil jejich nástupce a první panovník 18. dynastie Ahmose I. Mezi 18. a 22. rokem své vlády dobyl Hatueret, sídlo hyksóských králů, přiměl jeho obyvatele k odchodu z Egypta a v následném tažení pronikl hluboko do Levanty, kde po tříletém obléhání zničil poslední hyksóskou pevnost – Šaruhén. Asijská expanze a ovládnutí tamních území bylo nejspíše motivováno snahou zamezit opakování invaze do Egypta; současně tím ale byl založen dlouhodobý a téměř nepřetržitý konflikt Egypťanů s Mitannci a následně Chetity, kteří své mocenské ambice uplatňovali ve stejné oblasti. První králové 18. dynastie tak byli především vojenskými veliteli, čímž založili tradici imperiální politiky, která „pokračovala jako ideologicky mocný a častý zvyk i po zbytek Nové říše“. Panovníci Thutmose I. a Thutmose III. si na jihu podrobili Núbii až ke čtvrtému kataraktu a na severu překročili Eufrat v oblasti Karchemiše; dobytí Kadeše Thutmosem III. v průběhu 8. z jeho 16. vojenských tažení hluboce zapůsobilo na vládce všech okolních říší.
Egypt se v tomto období těšil mimořádné míře bohatství, silné funkční centralizované vládě vykonávané profesionální byrokracií a značné vnější i vnitřní stabilitě, jejichž výrazem se stal rozsáhlý program monumentálních kamenných staveb realizovaný panovníky po celé zemi. Kulturní a umělecký rozvoj se nejpůsobivěji odrazil ve vysoké úrovni a luxusu dvorské kultury za vlády Amenhotepa III. Jeho syn Amenhotep IV./Achnaton se z doposud ne zcela jasných důvodů pokusil o prosazení náboženské reformy směřující k jisté formě (spíše implicitního) monoteismu, která ve svých důsledcích zasáhla všechny „oblasti života země – od zahraniční politiky až po umění, ba dokonce i samotný egyptský jazyk.“ Přestože Achnatonovi nástupci jeho náboženské a politické směřování zavrhli a provedli restauraci předchozích poměrů, důsledky reformy „zanechaly hluboké jizvy v kolektivním povědomí“ Egypťanů a vedly k zásadní a trvalé proměně egyptského světového názoru.

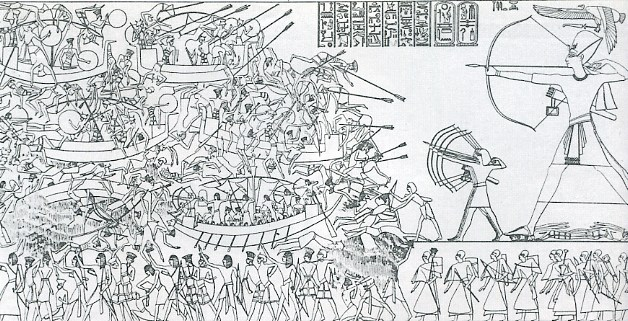
Ramesse III. bojuje v deltě Nilu s mořskými národy

Následující dynastie byly vždy zahájeny silnými vládami: 19. Sethim I. a Ramessem II. a 20. Ramessem III., po nichž však opakovaně přišlo období dynastické krize spojené s úpadkem politické a společenské stability. Ačkoli Libyjci byli při svých opakovaných vojenských pokusech o proniknutí do Egypta poraženi, nebylo možné zabránit jejich trvalé a stále sílící migraci a usazování v deltě. Mořské národy, snad indoevropské kmeny z Balkánu, které předtím zničily chetitskou říši i Mykény, sice byly odraženy, nicméně jejich expanzí a zhroucením chetitské říše bylo napříště znemožněno účinné ovládání Levanty. Po smrti Ramesse III. tak Egypt přišel o hlavní zdroj svého bohatství; v důsledku jeho dlouhé vlády navíc došlo k znefunkčnění politické role dynastie s rušivým dopadem na administrativní systém. To spolu se souběžnou hospodářskou krizí a všeobecně panující korupcí vedlo k postupné ztrátě vlivu panovníků na státní správu a k vleklému úpadku donucovací schopnosti dvora ve vztahu k jiným mocenským centrům, zejména chrámům. Poslední panovník 20. dynastie Ramesse XI. nedokázal čelit hladomoru ani zamezit občanské válce vyvolané núbijským místokrálem Panehsejem. Po jeho vytlačení zpět do Núbie byla kolem 19. roku vlády vyhlášena éra „nového zrodu“, kdy zřejmě došlo k novému nábožensky zdůvodněnému uspořádání poměrů za účelem obnovení pořádku: země byla rozdělena mezi dva mocné hodnostáře pocházející z vojenského prostředí Nesbanebdžeda a Hrihora, přičemž král byl v nové situaci „jen zcela bezvýznamnou,“ třebaže osobně váženou a respektovanou postavou. O nepatrnosti vlivu centrální vlády na události probíhající v zemi nejlépe vypovídá výrok vojenského velitele Paiancha: „Faraon! Komu (vlastně) dnes vládne?“ Králova smrt je pokládána za formální konec období Nové říše.

### Třetí přechodná doba

Politická mapa Egypta kolem roku 730 př. n. l.

Třetí přechodná doba připadá přibližně do let 1078–665 př. n. l. a zahrnuje období 21., 22., 23., 24. a 25. dynastie.
Po době Ramesse XI. došlo v mezinárodní oblasti k definitivnímu zániku mocenského postavení Egypta a ve vnitropolitické oblasti k jeho opětovnému rozdělení na dvě samostatná území: oblast delty a Fajjúmské oázy ovládl Nesbanebdžed a jeho nová 21. dynastie vládnoucí z Džanetu, zatímco v Horním Egyptě, ačkoli formálně tam byla víceméně uznávána autorita severních králů, vládla linie vojenských generálů zahájená Hrihorem vykonávající současně úřad Amonových velekněží ve Vesetu, jejichž mocenskou základnou byla pevnost Tauedžai. Za skutečného panovníka byl ovšem zejména na jihu pokládán samotný bůh Amon, který vládl prostřednictvím pravidelných věšteb udělovaných kněžím. Obě vlády spolu udržovaly přátelské vztahy posilované vzájemnými sňatky, takže ve skutečnosti tvořily jednu královskou rodinu o dvou větvích. Úsilí Hrihorových nástupců o udržení výlučné moci ovšem nebylo z dlouhodobého hlediska úspěšné a nakonec byli nuceni respektovat vliv i jiných významných rodin. Později byl úřad velekněze obsazován především královskými příbuznými ze severu, až nakonec formální moc nad jihem postupně přešla do rukou božských manželek Amonových – panenských kněžek, jejichž následnictví bylo zajišťováno adopcí. Této situace severní panovníci opakovaně využívali k prosazení svých kandidátek a tím i svých zájmů v Horním Egyptě.
Oporou politické moci v tomto období přestal být byrokratický aparát a na jeho místo nastoupilo jednak předávání vlivných pozic příslušníkům vládnoucích rodin, jednak vojenská síla. Hlavní složku armád v této době tvořili etničtí Libyjci, kteří se od poloviny Nové říše usídlovali v Egyptě a byli zde silně, i když nikoli zcela, egyptizováni; nejzávažnější odlišností bylo, že si stále uchovávali svou původní kmenovou organizaci. Na počátku Třetí přechodné doby už jejich přítomnost výrazně změnila skladbu obyvatelstva v Dolním Egyptě, takže libyjští náčelníci území fakticky ovládali. Výrazem jejich postavení se stalo spříznění s panující dynastií; není proto překvapivé, že nástupcem posledního panovníka 21. dynastie se bez jakéhokoli problému stal jeho zeť libyjského původu Šešonk I. Nová dynastie sice věnovala intenzivní úsilí obnovení centralizované vlády, ale využívala k tomu obsazování úřadů příslušníky rodiny; významná role královských příbuzných nakonec vedla „k vytvoření polonezávislých provinčních vedlejších dynastií, které si v některých případech dokonce nárokovaly královské postavení.“ Na rozdíl od předcházejících období ovšem politická decentralizace nebyla pokládána za negativní jev, ale v souladu s tradicí libyjského kmenového zřízení byla pojímána jako odpovídající forma vlády. V Egyptě tak vznikla „federace poloautonomních vladařů, formálně podřízených a často pokrevně spřízněných s nejvyšším vládcem-králem.“ Relativně samostatnými politickými centry této doby byla např. města Džanet, Mennofer, Per Bastet, Džedet, Sau a další.
Vzájemných sporů mezi místními vládci v deltě a nezájmu hornoegyptských vlád o dění v Núbii využili králové mezitím nově vzniklé kušitské říše Kašta a zejména jeho nástupci Pije a Šabaka: ovládli vojensky Horní Egypt a po porážce severní koalice byli uznáni za panovníky celého Egypta. Nová 25. dynastie, která proto někdy bývá přiřazována k Pozdní době, nicméně zcela zachovala dosavadní decentralizované politické zřízení; pravděpodobně si její králové uvědomovali, že obnovení silného Egypt by bylo v rozporu s jejich ovládnutím země. Namísto toho usilovali svou autoritu upevnit podporou a přetvořením ideologické náboženské role faraonů, v jejímž rámci všestranně odkazovali na tradice Staré říše. Král Taharka se také pokusil o získání vlivu v Levantě. Od konce první třetiny 8. století př. n. l. se proto místní egyptští vládci ocitli ve vleku mocenského střetávání mezi Kušity ovládajícími Egypt a Asyrskou říší, v jehož důsledku Asyřané nakonec zemi dobyli. Pokusili se využít stávajícího politického uspořádání k vytvoření systému vazalských egyptských států navzájem natolik znepřátelených, aby neohrožovaly postavení Asýrie v Levantě, současně však natolik silných, aby s asyrskou pomocí dokázaly zabránit nové invazi Kušitů. Hlavní roli v této organizaci měl hrát místní vládce ze Sau Neko I., jehož rod nakonec dosáhl obnovy egyptské nezávislosti.

### Pozdní doba

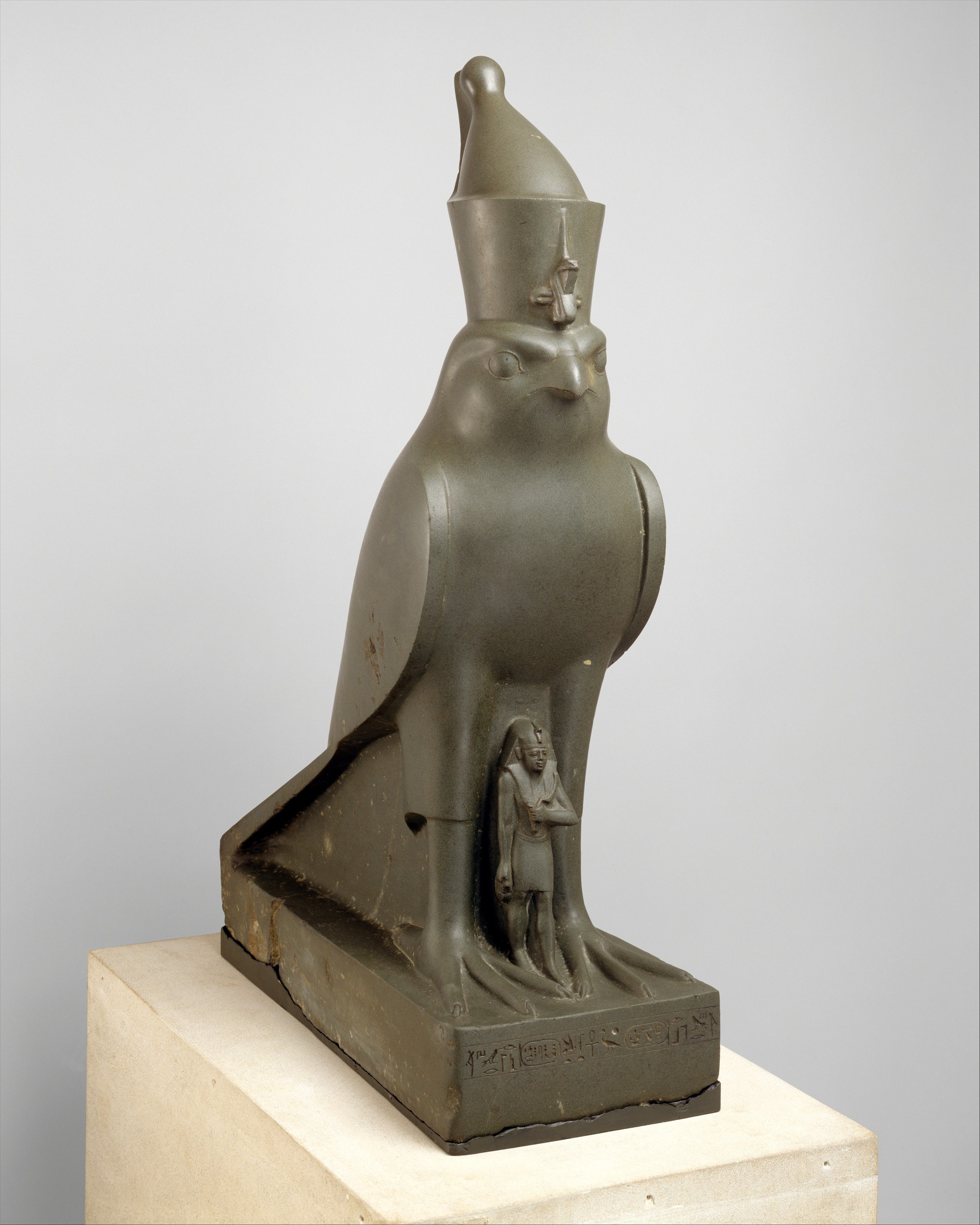
Nachthareheb pod ochranou boha Hora; osobní zbožnost spojená s přesvědčením o závislosti na vůli bohů, jíž podléhají i panovníci, jsou charakteristickým znakem Pozdní doby

Pozdní doba připadá přibližně do let 665–332 př. n. l. a zahrnuje období 26., 27., 28., 29. a 30. dynastie a období 2. perské nadvlády.
Egypt se v tomto období poprvé ve své historii dostal do kombinace mocenského a kulturního tlaku významných civilizací, které se od 2. třetiny 1. tisíciletí př. n. l. prosazovaly v oblasti východního Středomoří a Předního východu. V mocenském střetávání novoasyrské, novobabyloské a Perské říše a jejich expanzivní politiky, k nimž se později významným způsobem připojil i vliv řeckých městských států, byli Egypťané nuceni využívat kombinaci koaliční politiky a preventivní vojenské konfrontace. Přes významné úspěchy v obou těchto oblastech (např. Neko II. krátkodobě opět rozšířil egyptský vliv až k Eufratu) byla neustále přítomna hrozba útoku ze strany konkurentů. Navíc Egypt přišel o tradiční zdroje svého bohatství – Núbii a oblast Syropalestiny, což znamenalo výraznou nevýhodu ve srovnání s mnohem většími prostředky, jimiž disponoval hlavní nepřítel – Persie. Významné postavení armády, řeckých žoldnéřů a vůbec financování válečných operací se proto v Pozdní době staly klíčové pro zajištění stability královské moci a nezávislosti Egypta.
Novým mocenským a civilizačním výzvám egyptská kultura čelila výraznými archaizačními tendencemi – oficiální politika 26. dynastie, všeobecně akceptovaná celkem společnosti, programově hledala v rámci tzv. sajské renesance inspiraci v idealizovaných politických a uměleckých formách předchozích slavných období, zejména Staré říše, na nichž ovšem stavěla vlastní kulturní důraz. Prožitek nebezpečnosti a nestability jistot okolního světa vedl k prohlubování osobní zbožnosti a k pocitu závislosti na vůli bohů, jíž se podle soudobých představ nemohou vyhnout ani panovníci.
Na počátku Pozdní doby syn Nekona I. Psammetik I. úspěšně překonal decentralizační tendence pramenící z politického uspořádání Třetí přechodné doby a nová 26. dynastie vládnoucí ze Sau dosáhla výrazných úspěchů v obnově vnitřního uspořádání a s ohledem na jeho proměnlivost i mezinárodního postavení říše. Její králové prováděli rozsáhlý stavební program, jenž zahrnoval i obnovu v té době už starobylých monumentů. Podle Hérodotova podání v době Ahmose II. byl v Egyptě vůbec „největší blahobyt, a to jak z toho, co řeka dávala půdě, tak z toho, co dostávali od půdy lidé, a bylo prý v něm tehdy celkem dvacet tisíc obydlených měst.“ Vzrůstající perské moci se pokusili čelit aliancemi s ostatními ohroženými státy. První z nich ovšem vzala za své porážkou lýdského krále Kroisa v roce 547 př. n. l.; po zániku novobabylonské říše v roce 539 př. n. l. a po ukončení spojenectví se samským tyranem Polykratem nakonec zůstal Egypt bez spojenců.
Po bitvě u Pelúsia v roce 525 př. n. l. jej Kambýsés II. ovládl. První perští velkokrálové usilovali o určitou formu dorozumění s egyptskou společností a aktivně vystupovali v tradiční roli faraonů, jak o tom svědčí např. významný hodnostář této doby Vedžahorresnet. V Egyptě nicméně opakovaně propukala povstání, jejichž potlačení ze strany Peršanů vyžadovala pro značnou odlehlost země poměrně velké úsilí, a která ochotu ke spolupráci narušovala a vedla k utužování okupačního režimu. Mezi lety 404–343 př. n. l. opět vládly domácí dynastie, ale nezávislý Egypt byl pro Peršany nepřijatelný, neboť představoval nebezpečí pro strategickou rovnováhu západní části jejich říše. Artaxerxés III. proto zorganizoval „dokonce tři velké útoky, aby tuto ztracenou, ale vysoce nebezpečnou provincii“ znovu dobyl. Perskou nadvládu v zemi o desetiletí později definitivně ukončil Alexandr Veliký.

### Řecko-římská doba

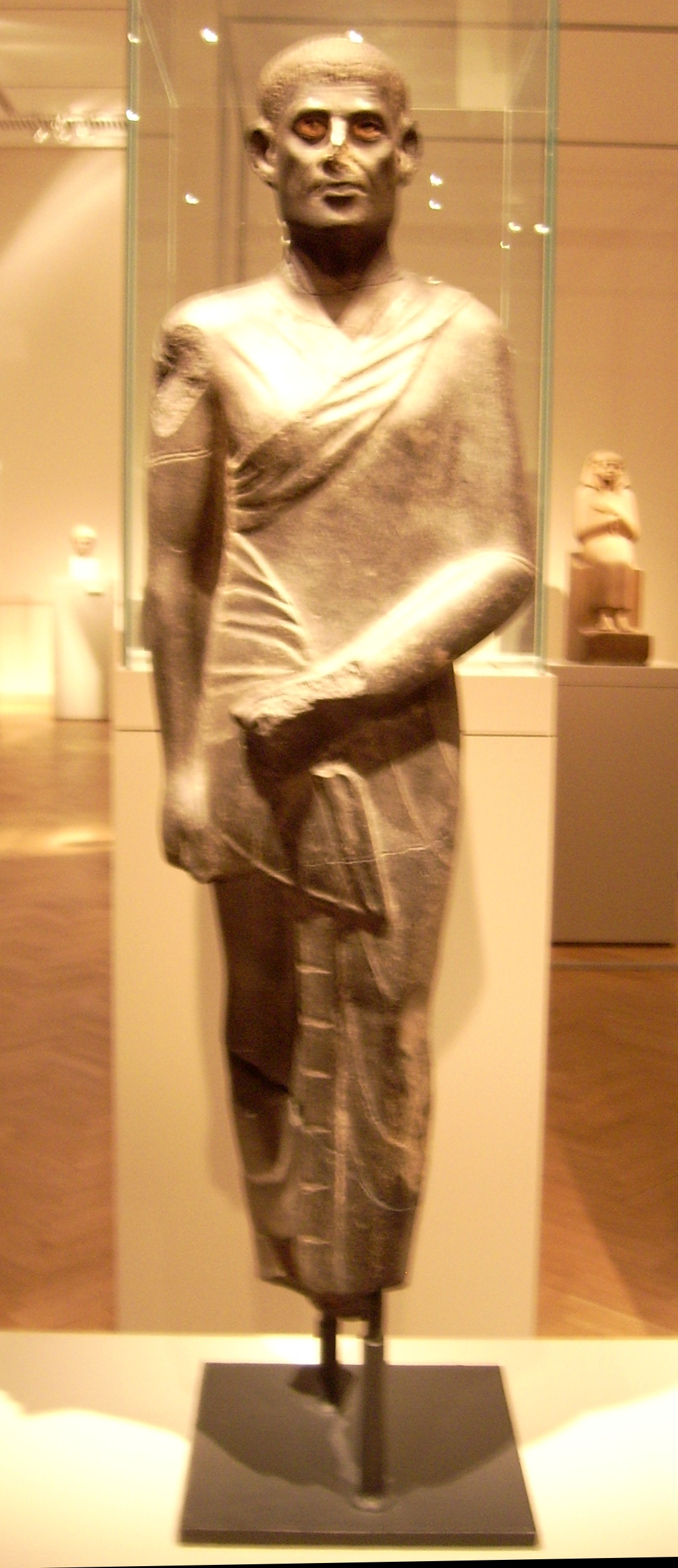
Ne zcela úspěšné pokusy o kombinaci antického a egyptského uměleckého stylu dokládá např. socha muže z rané římské doby

Řecko-římská doba připadá do let 332 př. n. l. – 395 n. l. a zahrnuje dále různě označovaná období: vládu Alexandra Velikého a jeho formálních nástupců (Makedonskou dobu), vládu panovníků z rodu Ptolemaiovců (Ptolemaiovskou dobu) a po roce 30 př. n. l. období nadvlády Římské říše (římskou dobu). Rok 395 jako konec tohoto období je ve skutečnosti zcela formální a má jen periodizační význam; Egypt v důsledku rozdělení říše připadl pod vládu východořímského konstantinopolského dvora, takže zcela plynule bez jakýchkoli výrazných změn navazuje období označované jako Byzantská doba. Řecko-římská doba je někdy pokládána za součást nikoli už starověkých egyptských dějin, ale dějin antických, Byzantská doba za součást raného středověku.
Egypt se této době stal součástí širšího středomořského okruhu helénistických monarchií a posléze římského impéria. Tato situace byla zcela nová: třebaže v předchozích staletích zemi už cizí dobyvatelé několikrát ovládali, jejich vláda až doposud nepřinášela zásadní střet kultur. S příchodem Alexandra Velikého a s vládou jeho nástupců ovšem do egyptského světa vstoupila antická civilizace, jejíž preference byly od těch egyptských zcela odlišné, ale noví egyptští vládci se s ní ztotožňovali více než s tradiční egyptskou kulturou. S výjimkou Kleopatry VII. žádný z ptolemaiovských králů, římských císařů či jejich vyšších úředníků neovládal egyptštinu a sídlem vlády byla Alexandrie – po všech stránkách řecké město ležící na mořském pobřeží mimo vlastní území tradičního Egypta. Existovaly i smíšené sňatky a někteří Egypťané dosahovali za Ptolemaiovců významných míst, nicméně Řekové a po nich i Římané obecně pokládali Egypťany za primitivní a opovrženíhodné. „Ptolemaiovská královská moc se ve všech ohledech izolovala od svých egyptských poddaných“ a v římské době byli rodilí Egypťané vyloučeni z účasti na správě země.
Řečtí a římští panovníci egyptské tradice podporovali a využívali potud, pokud byly politicky výhodné pro udržení a efektivní vykonávání jejich vlády. V řecko-římské době se proto v Egyptě rozvíjely vedle sebe dvě odlišné kultury – egyptská a antická – s jen velmi řídkými a kromě helénistické adaptace některých egyptských náboženských představ nijak významnými pokusy o synkretismus. Naopak mezi nimi byl vzájemný odpor, byť v určitých etapách zakrývaný jistým stupněm životaschopné spolupráce. Důsledky „dvojího Egypta“ se ovšem pro tradiční kulturu ukázaly jako osudné: „královský dvůr se nerozvíjel kolem egyptských kultů v jejich původní podobě a egyptská aristokracie se začala přiklánět ke středomořským zvyklostem, což znamenalo ztrátu podpory pro tradiční přístupy“ charakteristické pro staroegyptskou civilizaci, a to včetně přístupů uměleckých.

#### Řecká doba

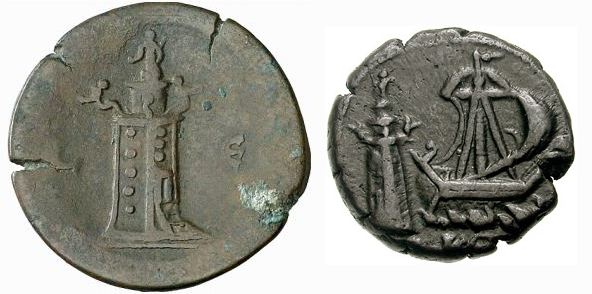
Maják na ostrově Faru – jeden ze sedmi divů světa – se stal symbolem kulturních a politických aspirací Ptolemaiovců vůči řeckému světu

V rámci svého tažení proti Perské říši vstoupil v roce 332 př. n. l. Alexandr Makedonský bez boje do Egypta. Ve vztahu k domácímu obyvatelstvu přijal tradiční roli egyptských faraonů a podobně jako předtím Peršané převzal s jen minimálními úpravami i dosavadní správní systém. V ostatních (a z dlouhodobé perspektivy zásadnějších) ohledech však jeho rozhodnutí, v jejichž realizaci a rozvíjení pokračoval jeho faktický a od roku 305 př. n. l. i formální nástupce Ptolemaios I. a stejně tak i jeho následníci, předznamenala zcela zásadní změny. Alexandrie, centrum nové vlády, byla zjevně projektována jako antické přístavní obchodní město otevřené směrem k řeckému světu a současně umožňující přes kanál spojující Nil s Rudým mořem i přístup k dále ležícímu Orientu. Z pohledu Řeků neležela v Egyptě, ale „u Egypta“; tím se vláda osvobodila od civilizační i administrativní zátěže tradičních faraonských metropolí v nilském údolí. Ve vztahu k domácímu obyvatelstvu pro ni zdejší tradice byly praktickým nástrojem politiky, zatímco vůči řeckému světu, silně a dávno fascinovanému faraonskou civilizací, je využívala jako „exotické koření“ zvyšující její vliv a prestiž. Snad nejlépe oba tyto přístupy ilustruje nově zavedený kult boha Sarápida jako hlavního boha egyptských Řeků a chrámy typu mammisi, v nichž bylo oslavováno narození božského dítěte ztotožňovaného s panovníky.
V řecko-makedonské mocenské ideologii byli Alexandr a jeho ptolemaiovští následníci oprávněni vládnout Egyptu jako své kořisti „získané v boji“, a proto s ním mohli nakládat jako se svým majetkem podle libosti. Takto zemi pokládali za svou hospodářskou základnu pro realizaci hlavního soudobého cíle helénistických panovníků – „získat slávu a sehrát skvělou roli na velkém jevišti řecko-makedonských dějin, dokonce i za jeho hranicemi,“ což vyžadovalo efektivní mobilizaci hospodářských zdrojů země vedené loajálním, tedy řeckým aparátem. Do Egypta proto přicházela vlna řecko-makedonských přistěhovalců (vedle Alexandrie soustředěných především do Naukratidy a Ptolemaidy), kteří sice v celkovém počtu obyvatelstva byli nevelkou menšinou, ale vládou byli po všech stránkách privilegováni a využíváni pro doplňování všemocné byrokracie závislé na tlumočnících. Egypťané naproti tomu tvořili víceméně podřadnou vrstvu a přestože celkové bohatství Egypta rostlo, nejen že na něm měli jen malý podíl, ale jejich postavení se v tomto ohledu zhoršovalo. Vládnoucí elitu většinově pokládali za odmítané a nenáviděné cizince, o čemž podává pozdní svědectví např. skladba Hrnčířova věštba.
Období největšího rozkvětu ptolemaiovské říše a tamní helénistické kultury trvalo do konce druhé třetiny 3. století př. n. l.: v mocenském střetávání se seleukovskou říší a antigonovskou Makedonií králové Ptolemaios I., Ptolemaios II. a Ptolemaios III. ovládli a víceméně i udrželi vládu nad Kyrenaikou, Kyprem a značnou částí egejské a syropalestinské oblasti a alexandrijské Músaion se světoznámou knihovnou se stalo střediskem vědeckého bádání a vzdělanosti, v němž působili významní učenci z celého antického světa. Od přelomu 3. a 2. století př. n. l. ale byla královská rodina pravidelně zasahována dynastickými krizemi, došlo k postupné ztrátě mimoafrických území a v zemi propukala domorodá povstání; v letech 205–186 př. n. l. v Horním Egyptě dokonce postupně vládli dva samostatní králové Harmachet a Anchmachet. Egypt se stával nestabilním státem, což mělo destruktivní vliv zejména na hospodářství a vedlo k posilování další nespokojenosti rodilých Egypťanů. Ptolemaiovci se těmto procesům pokusili v domácí politice čelit kombinací mocenského tlaku a snahy o zajištění si podpory egyptského kněžstva, neboť v jeho dobré vůli spatřovali klíč k získání domácího obyvatelstva, a v zahraniční politice spojenectvím s Římem, který se po 2. punské válce stával dominantní mocností v celém Středomoří, takže od počátku 2. století př. n. l. byl jediným garantem egyptské nezávislosti a stále častěji autoritativně rozhodoval o obsazení egyptského trůnu.

#### Římská doba

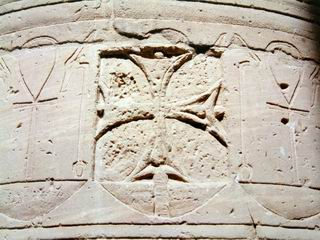
Křesťanský kříž vytesaný do sloupoví staroegyptského chrámu; Koptové usilovali o zničení staroegyptského náboženství a jeho chrámy pokládali za sídla zlých démonů, jejichž moc chtěli zlomit působením křesťanských symbolů. V některých dávných stavbách vznikaly křesťanské kostely.

Po bitvě u Actia a po smrti Kleopatry VII. ovládl na přelomu let 31/30 př. n. l. Egypt Octavianus Augustus a připojil jej k říši jako provincii Aegyptus se zvláštním statutem. I v jejím rámci ovšem zůstal zemí kulturně svébytnou: zatímco ve většině jiných provincií římský vliv postupně ovládl domácí kultury, v Egyptě zůstala římská doba „pouhou epizodou v kontinuitě předchozích období“ vývoje faraonské civilizace. Podobně jako tomu bylo v případě Ptolemaiovců, podporovali Římané z politických důvodů domácí tradice, zejména náboženství. Na druhou stranu ovšem právě kulturní rozdíly a jistá „bizarní izolovanost“ Egypta mohly být důvodem poněkud nepřátelského a podezřívavého postoje Říma.

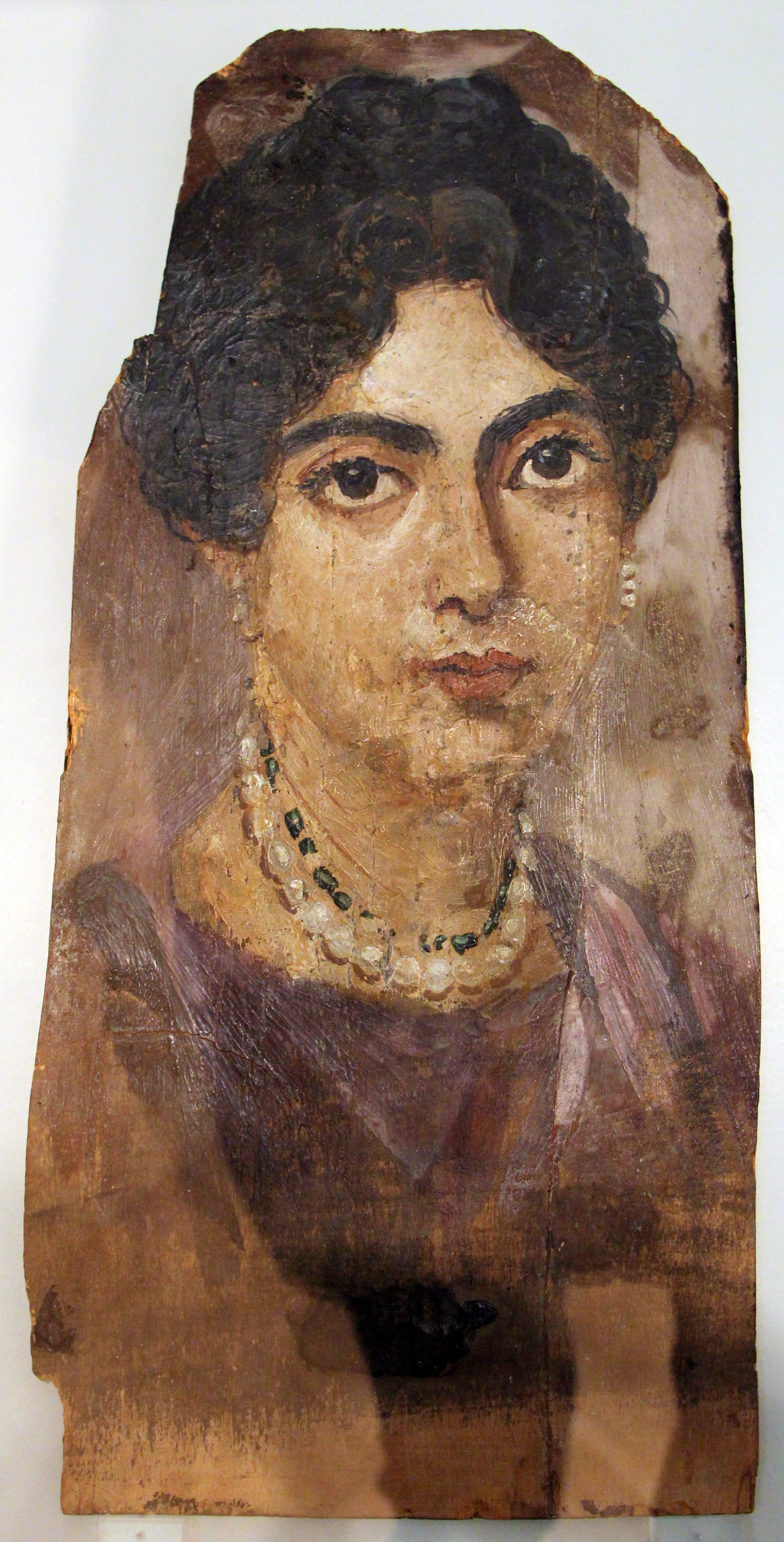
Mumiový portrét ženy z 2. století, fajjúmské mumiové portréty

Římský zájem se téměř výhradně soustředil na využití hospodářského potenciálu země a jeho odvádění do jiných částí říše – např. celá jedna třetina obilí dodávaného do města Říma pocházela právě z polí podél Nilu. Tohoto významu Egypta si ostatně povšimli už soudobí autoři: byl podle nich „nejdůležitější částí říše, protože dodává obilí… Římský lid totiž nevydrží hlad.“ Neméně významné bylo nerostné bohatství v podobě ušlechtilých druhů kamene a samotná geografická poloha Egypta mezi Středozemním a Rudým mořem, která z něj učinila zprostředkovatele obchodu s luxusními předměty dopravovanými do Říma přes Indický oceán z Orientu. Tento odliv zdrojů vedl k postupnému zchudnutí všech společenských vrstev a k útěkům zemědělců z půdy. Pod římskou správou proto docházelo k neustálému poklesu hospodářské i politické stability, který vyvrcholil na konci 2. a na začátku 3. století. Když došlo v Dolním Egyptě v roce 171/172 k rozsáhlému povstání proti římské nadvládě, Římané tuto tzv. Vzpouru pastýřů doprovázenou hladomorem a epidemiemi velmi brutálně potlačili a napříště byla vůči specificky egyptským zvyklostem uplatňována cesta ničení nebo pasivního nezájmu. To vzhledem k tradičnímu postavení státní moci jako hlavního garanta a motoru kulturního dění předznamenalo jejich konečný úpadek. V roce 201 bylo sice řadě měst uděleno právo samosprávy, které do poloviny 3. století vedlo k jejich intenzivnímu rozvoji, ale slibný vývoj byl zastaven pustošením provázejícím římské potlačení expanze palmýrské královny Zenobie a opakovaných vzpour Alexandrijců, stejně jako
Diocletianovým zrušením samostatné egyptské měny v roce 296 a ediktem o cenách z roku 301.
V zemi se navíc i přes pronásledování intenzivně šířilo křesťanství, které se už od svého objevení se v Egyptě a zvláště pak po svém uznání Ediktem milánským stavělo vůči dědictví faraonské civilizace velice negativně a vědomě usilovalo o oddělení od minulosti a o její zničení, což bylo zásadní s ohledem na fakt, že alexandrijským patriarchům v určitých obdobích místní správa fakticky a někdy dokonce i formálně zcela podléhala. Významným představitelem této snahy byl ve 4. a 5. století vedle patriarchů Theofila a Kyrilla i Šenúte, představený Bílého kláštera v Sohágu ve středním Egyptě. Jako nejpodstatnější se ukázalo odmítnutí hieroglyfické tradice: tím, že křesťanští spisovatelé pro překlad svých posvátných textů do pozdní egyptštiny – koptštiny nepoužili „nečisté“ tradiční písmo (tj. písmo hieroglyfické nebo na něm založená písma hieratické či démotické), ale vytvořili pro tyto potřeby nové koptské písmo odvozené z alfabety, zahájili tím proces rychlého úpadku znalosti čtení staroegyptských textů a tím i srozumitelnosti celé dosavadní kultury.
V roce 395 při rozdělení říše na západní a východní část připadl Egypt Byzanci, na níž jej roku 640 dobyli Arabové. Pod jejich vládou došlo k postupné islamizaci.

## Vláda a ekonomika

### Správa a daně

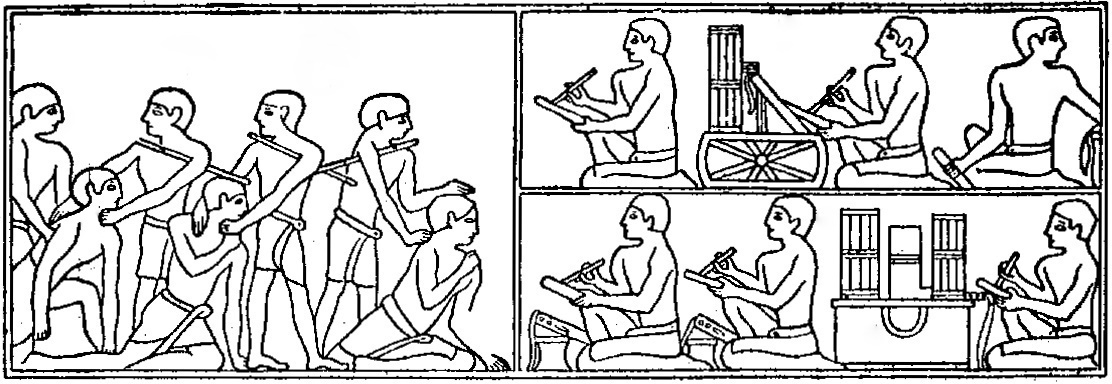
Egyptští rolníci z období Staré říše zadrženi pro nezaplacení daně

Pro správní účely byl starověký Egypt rozdělen na nomy (z řeckého slova nomos – kraj; ve staré egyptštině byly nazývány sepat). Rozdělení do nomů můžeme vysledovat zpět až do předdynastického období (před rokem 3100 př. n. l.), kdy byly nomy původně autonomní městské státy. Nomy zůstaly stejné po více než tři tisíciletí. Jak oblasti jednotlivých nomů, tak jejich pořadí číslování zůstaly pozoruhodně stabilní. V systému, který přetrval po většinu historie faraonského Egypta, byla země rozdělena do 42 nomů: Dolní Egypt zahrnoval 20 nomů, zatímco Horní Egypt byl rozdělen do 22.
Každý nom byl řízený nomarchou, oblastním správcem, který byl v čele krajského úřadu. Funkce nomarchy byla v prvopočátku centralizovaného Egypta funkcí přidělovanou faraonem, nicméně jejich moc rostla až si vydobyli dědičnost svého úřadu. Nakonec získali takovou moc, že způsobili pád Staré říše a začátek prvního přechodného období, v němž král neměl skoro žádnou moc a země byla de facto rozdrobena na malé autonomní státečky. I když si nomarchové zachovali dědičnost svého úřadu po obnovení centrální moci, faraon měl stále možnost současného nomarchu odvolat, či dokonce zbavit celou rodinu této výsady a jmenovat úplně nového nomarchu.
Vláda starověkého Egypta ukládala svým lidem několik rozdílných daní. Protože během tohoto časového období nebyla v Egyptě žádná známá forma měny, byly daně spláceny „v naturáliích“ (produkty nebo prací). vezír (ve starověké egyptštině catej) kontroloval daňový systém státních úřadů. Úřady musely denně podávat zprávu o množství dostupných zásob a kolik bylo očekáváno do budoucna. Daně byly spláceny v závislosti na řemesle osoby. Vlastníci půdy platili daně v zrnu a jiné produkci vypěstované na jejich pozemcích. Řemeslníci platili daně ve zboží, které vyprodukovali. Lovci a rybáři platili daně v úlovcích z řek, močálů a pouště. Jedna osoba z každé domácnosti byla povinna platit robotu nebo pracovní daň tím, že dělala každý rok pár týdnů na veřejných pracích, jako kopání kanálů nebo dolování. Bohatší aristokracie si však mohla najmout chudšího člověka, aby jejich pracovní daň splnil.

### Zemědělství

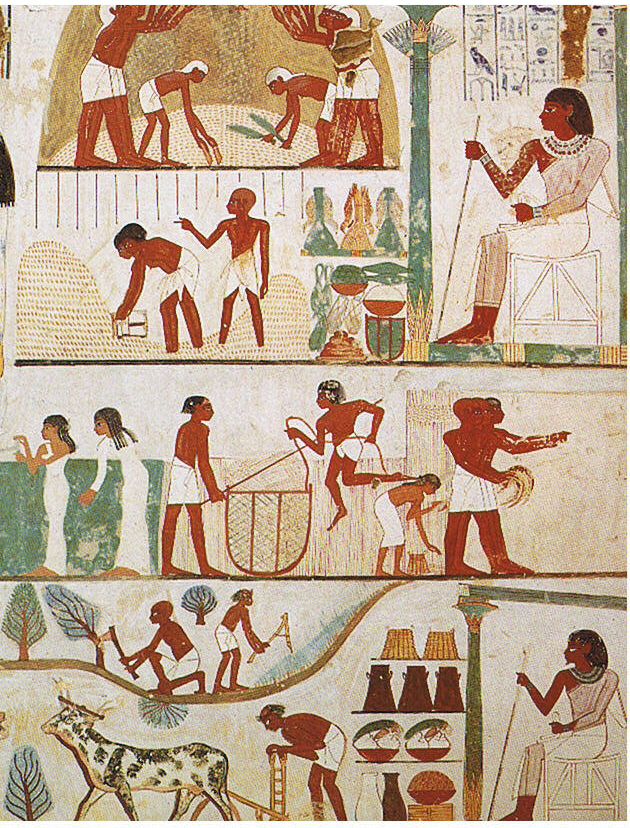
Reliéf z hrobky v Nakht, pocházející z období 18. dynastie, znázorňující zemědělské práce.

Půdu vlastnil panovník a bohatší vrstva, k obdělávání byla rolníkům propůjčena. Ti pak platili panovníkovi daně v naturáliích.
Rok zemědělce se dělil na tři roční doby. Jedna roční doba se nazývala šemu (sucho), kdy hladina Nilu byla nejníže, druhá achet (záplava), kdy vody začalo přibývat a proudila rychleji a třetí peret (vycházení), kdy se vody po záplavě stahovaly z polí.
Na začátku doby peret, která trvala od poloviny listopadu do poloviny března začali rolníci se zemědělskými pracemi, období šemu trvalo od poloviny března do poloviny července, do jeho začátku musela být ukončena sklizeň. Pole v té době úplně vyschla. Doba achet začala v polovině července a trvala do poloviny listopadu. Začínal jí egyptský kalendář. Pole byla zaplavena vodou a nedalo se na nich pracovat. Zemědělci opravovali své nástroje, případně pracovali na veřejně prospěšných pracích.
V období peret se zoralo pole a oselo. Hlavními plodinami byl len, špalda, pšenice, ječmen, boby a cizrna. Pole se zavlažovalo vědry vody a kanály propojenými s Nilem. Ty se při poklesu hladiny Nilu zahrazovaly, aby udržely déle vodu.
Sklízelo se dřevěnými nebo měděnými srpy, pomocí oslů a býků se snopy vymlátily a pak se províváním zbavovaly nečistot. Zrní se dopravilo do místní sýpky a písaři podle velikosti úrody určily, jak vysoké budou daně.
Bohatší vrstvy vlastnily zahrady s fíkovníky a datlovníky. Pěstovalo se také hroznové víno, granátová jablka, okurky, melouny, hrách, petržel, zelí, ředkve, salát, kmín, anýz a koriandr. Kromě ovoce a zeleniny se pěstovaly různé druhy květin – chrpy, máky, chryzantémy, kosatce, hyacinty, lekníny, jasmín atd.
Ve vesnici se pro práci na polích chovali býci, osli, pro pomoc při práci a jako společníci sloužili také psi. V domácnostech se chovaly kachny, husy a holubi. Vesničané se také starali o stáda koz, ovcí a prasat.
Mimo vesnici žili kočovní pastýři, kteří měli za povinnost se hlásit každé dva roky ke sčítání dobytka. Při něm se dobytek rozdělil na část, která byla ponechána, a část, která byla poslána na jatka. Jídelníček také mohl být obohacen divokým ptactvem nebo zvěří.
Na velikost úrody měla velký vliv velikost záplav. Pokud hladina Nilu byla nízká, zůstala půda vysušená a příliš obilí se neurodilo, pokud byla vysoká, mohla smést vše, co jí stálo v cestě a vody také tak rychle neopadávaly, takže se nemohlo včas zasít.

### Dělníci a řemeslníci
Dělníci pracovali vždy devět dní a desátý den byl vyhrazen pro odpočinek (podle záznamů o stavbě Velké pyramidy). Vesničané na tři měsíce opouštěli svá pole a stáda, aby se zúčastnili velkých veřejných prací, o nichž rozhodoval faraon (tzv. robota). Obvykle byli povoláváni ti, kteří bydleli v okolí stavby, avšak u větších staveb i z větších vzdáleností. Profesionální řemeslníci přicházeli z velkých sousedních měst. Na nářadí byla používána arsenová měď (druh bronzu), která byla tehdy dostupnější než cínová měď (používaná na nádoby).
Staroegyptská řemesla:
- koželuh – opracování kůží, vyráběli z nich oblečení, sandály, toulce, vaky, pouzdra na zrcadla, potahy křesel...
- tkadlec – výroba látek z přírodních vláken, vlákno předly především ženy
- pekař – zpracování obilovin do podoby pečiva
- hrnčíř – výroba předmětů z hlíny a následné vypalování pomocí ohně
- košíkář – výroba předmětů z proutí
- kameník – výroba předmětů z kamene
- malíř – k rozvoji maleb docházelo od Střední říše jako levnější náhrada kamenictví a kamenosochařství

## Kultura a umění Egypta

### Denní život

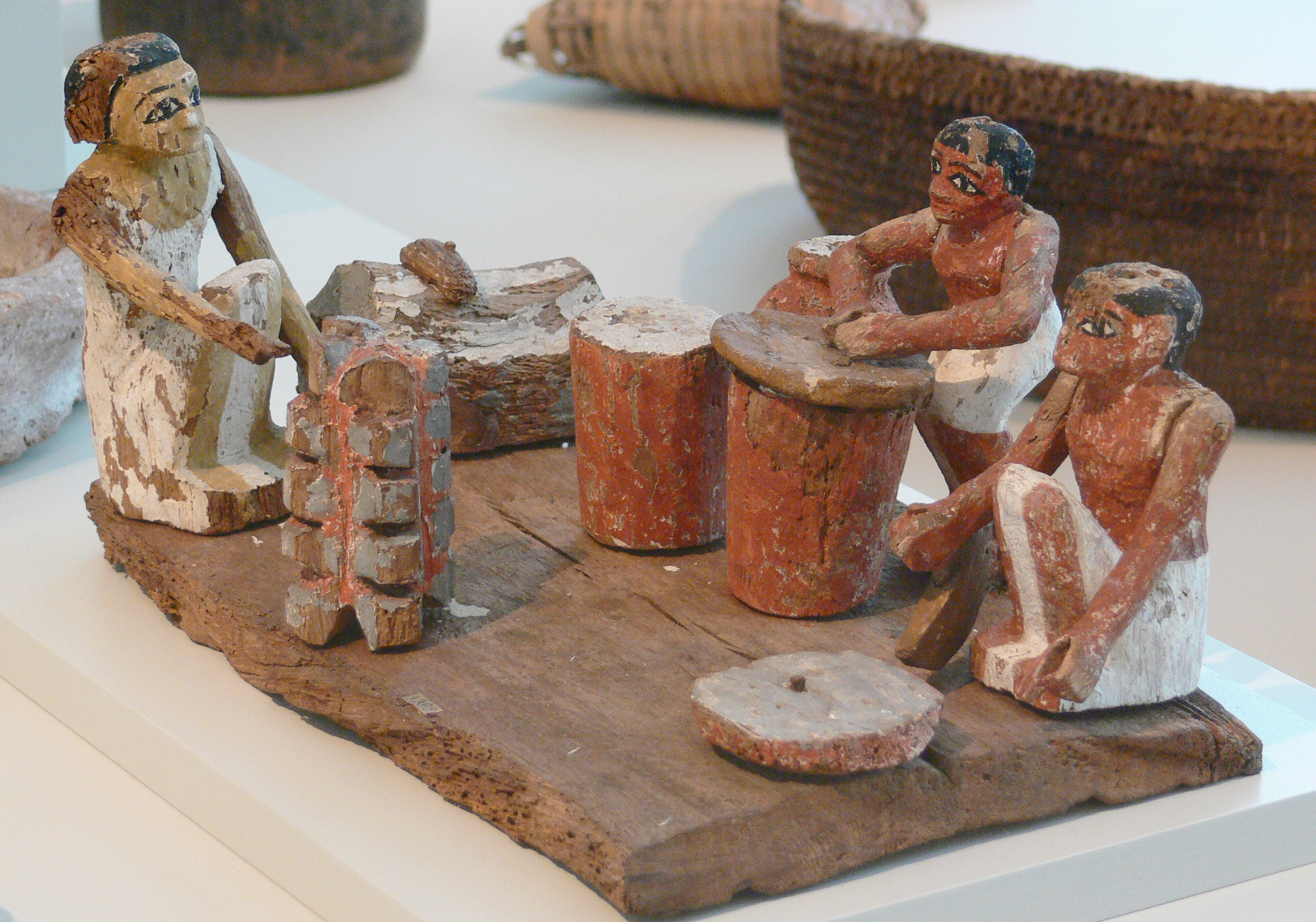
Dřevěný model kuchyně, pocházející z období 12. dynastie

Většina starověkých Egypťanů byli zemědělci, kteří byli pevně svázáni se zemí, kterou obdělávali. Byli registrováni ve svých nomech, a pokud jich bylo zapotřebí někde jako pracovní síly, mohli být hromadně přesunuti. Jejich obydlí, v kterém bydleli s bezprostředními členy rodiny, bylo postaveno ze sušených cihel vyrobených z bláta a navrženo tak, aby zůstávalo chladné i za horkého dne. Uprostřed každého obydlí bylo ohniště, které hořelo buď v kuchyních pod širým nebem, nebo ve dvoře. Součástí výbavy kuchyně byl také často mlýnský kámen pro mletí obilí a malá pec pro pečení chleba. Zdi příbytku byly bíle natřeny a mohly být pokryty závěsy z obarveného plátna. Podlahu tvořila udusaná hlína a na ní byly položeny rákosové rohože, na nichž stály dřevěné stoličky, postele a stoly. Ve zdech byly výklenky pro uložení nádobí a textilu, nebo pro uložení věcí sloužila dřevěná truhla.

### Rok egyptského rolníka
Život Egypta se rozvíjel kolem Nilu, na kterém byl, více než jakýkoli jiný Egypťan, závislý především rolník. V červenci začala voda stoupat a zaplavila zemi. V této době rolníci pracovali na stavbách určených faraonem. Od listopadu se vody Nilu vracely do svého koryta, půda byla zorána; po osetí se přistoupilo k používání a udržování zavlažovacích kanálů. Během sklizně stanovili výběrčí výši daní pro každého rolníka. Na konci měsíce března se konaly žně za pomoci srpů s ostřím z křemene. Obilí bylo podupáno dobytkem s cílem oddělit zrno od plev, které byly dosud spojené. Tento proces následoval rytmus stoupání vody Nilu, což záviselo na ročních dobách, a to se odrazilo v celém životě Egypta podle cyklů předepsaných složitým kalendářem, který obsahoval tři typy roku: pevný neboli rok Síria, nestálý neboli obvyklý rok a rok tropický neboli solární, podle kterého se řídily všechny zemědělské práce.
Starověcí Egypťané kladli velký důraz na hygienu a vlastní vzhled. Většinou se koupali v Nilu a používali měkké mýdlo vyrobené ze zvířecího tuku a křídy. Muži si holili celá těla a pokrývali je pro zakrytí zápachu vonnými parfémy a mastmi. Šaty byly vyrobeny z jednoduchého plátna bílé barvy, muži nosili obvykle pouze krátkou bederní roušku, u části úředníků zakrývala tělo od krku dolů dlouhá škrobená suknice. Ženy oblékaly dlouhé šaty, které poměrně těsně přiléhaly k tělu. Muži i ženy horních vrstev nosili paruky a šperky. Děti se obešly bez šatů do doby než dospěly, to je asi do věku 12 let. V tomto věku podstoupili chlapci obřízku a vyholili jim hlavy. Matky měly odpovědnost za péči o děti, zatímco otec poskytoval rodině příjem.
Základ stravy běžného Egypťana se skládal z chleba a piva z ječmene, doplněného zeleninou jako jsou luštěniny, cibule a česnek, a ovocem jako jsou datle a fíky. Víno a maso bylo svátečním jídlem, zatímco u vyšších tříd to byl pravidelný základ stravy.

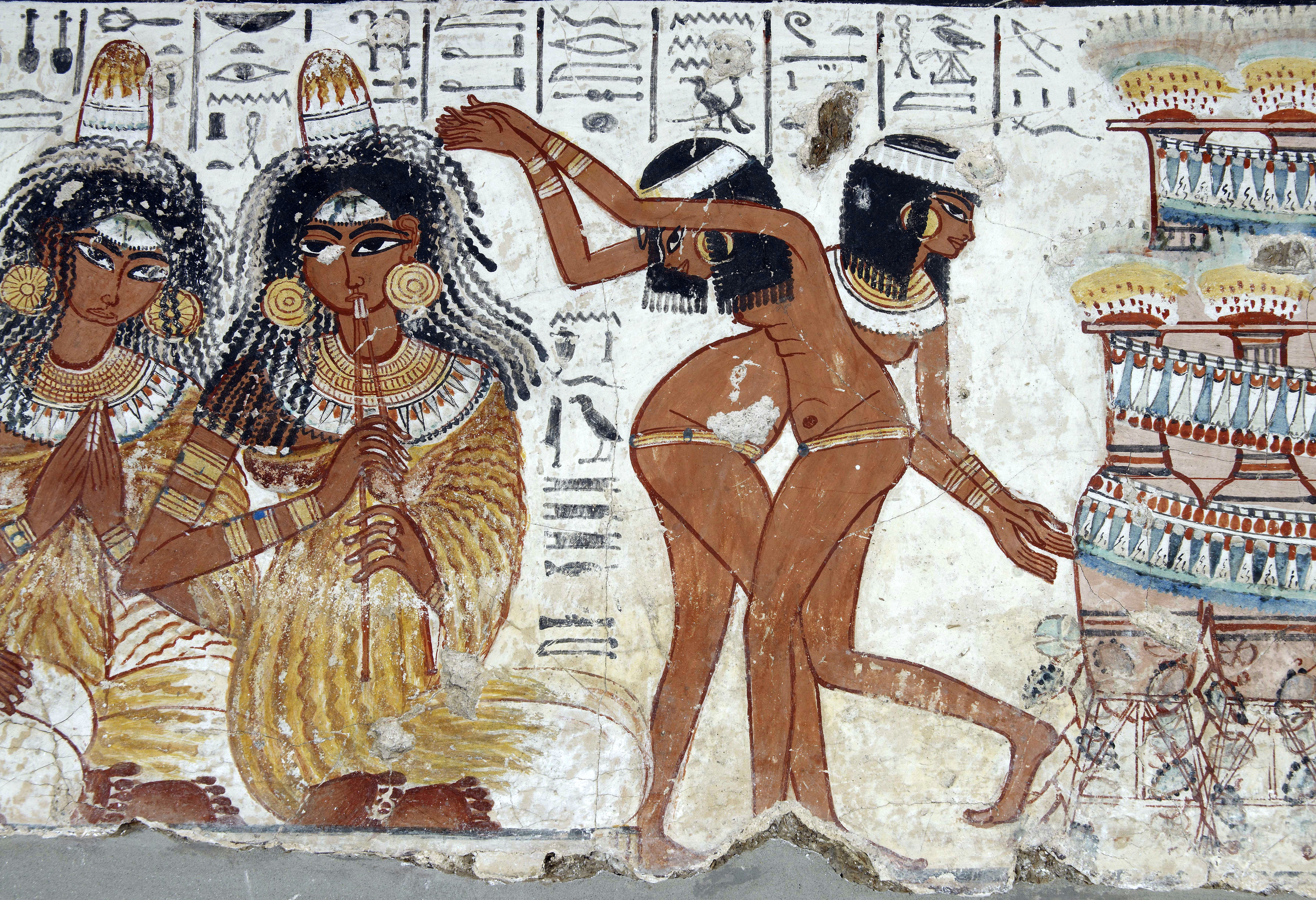
Tanečnice na fresce ze 14. století př. n. l.

Pro ty, kteří si to mohli dovolit, byla populární zábavou hudba a tanec. Mezi první nástroje patřily flétny a harfy, zatímco nástroje podobné trubkám, hoboji, a píšťalám se vyvinuly později. V období Nové říše používali Egypťané při hudební zábavě zvonky, činely, tamburíny, žestě a dovážené loutny a lyry z Asie. Při náboženských ceremoniích bylo důležité sistrum (druh chrastítka).
Starověcí Egypťané se ve volném čase těšili z různorodých činností, včetně her a hudby. Senet byla stolní hra, kde se podle náhodného padnutí nějaké značky pohybovalo žetony po obdélníkové desce s nejčastěji třiceti poli. Podobnou hrou byl mehen, který se hrál na kruhové desce. Mezi dětmi bylo populární žonglování, míčové hry a zápas. Bohaté vrstvy se bavily lovem a plavbou po Nilu.

### Náboženství
Starověcí Egypťané vyznávali polyteistické náboženství, tedy náboženství obsahující mnoho božstev. Toto náboženství existovalo v mnoha podobách, které společně koexistovaly ve stejný čas na různých místech země. Přesto však většina pantheonu byla společná pro celý Egypt, třebaže role některých bohů/bohyň ve fungování světa se mohly, v závislosti na kraji, více či méně lišit. Existovalo několik rozdílných mýtů o vzniku světa, kde v čele každého z nich stálo jiné božstvo.
Přes svou variabilitu byly mnohé aspekty tohoto náboženství společné pro celý Egypt, a proto hovoříme stále o egyptském náboženství.

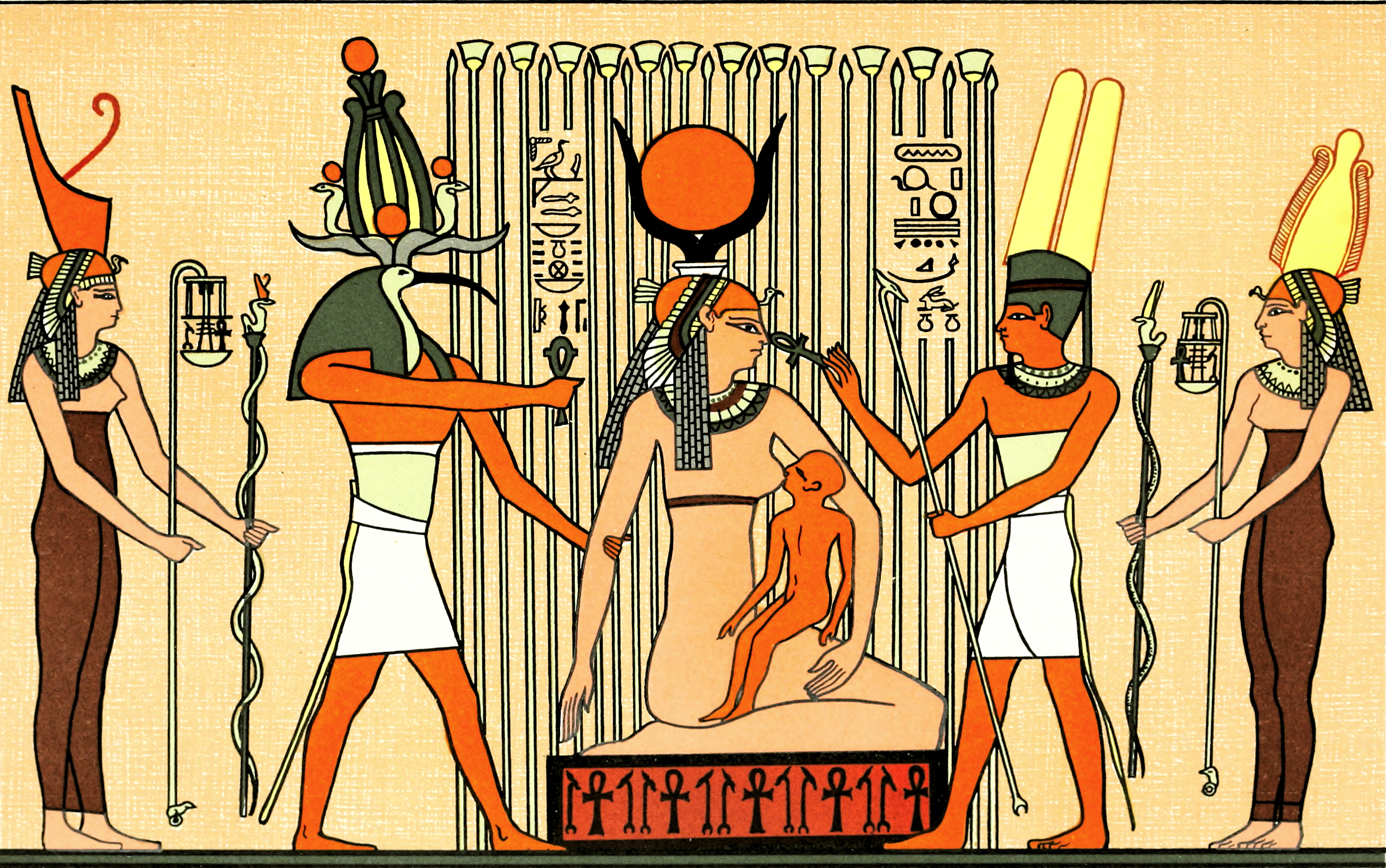
Egyptská bohyně Isis kojí svého syna boha nebes Hora

Významnou roli v egyptské mytologii hrál posmrtný život. Významné osoby (faraoni, kněží, vysocí úředníci) byly mumifikovány a uloženy do hrobek, spolu s velkým bohatstvím (například Tutanchamonův poklad). O tom, zda dotyčná osoba půjde do Říše mrtvých rozhodoval tzv. 'Usirův soud'. V opačném případě duše nebo srdce (záleží na verzi mýtu) pozřela Amemait (=velká požíračka), démon s hlavou krokodýla, tělem lva a zadkem hrocha. To pro dotyčného znamenalo definitivní smrt a žádný posmrtný život.
Další věcí, která značně ovlivňovala život Egypťanů a která byla součástí náboženství, je pojem maat. Tento pojem byl jedním ze základních kamenů (nejen) náboženského myšlení starověkých Egypťanů – jeho dodržování mělo zajistit stabilitu světa a jeho řádný chod. O jeho důležitosti vypovídá i fakt, že i faraon, který byl v jistém smyslu sám chápán jako božská (tedy z pravidel lidského světa vyňatá) bytost, byl tomuto principu podřízen a jeho hlavním úkolem bylo nést zodpovědnost za dodržování maat. Ve staroegyptském náboženství tento princip představovala bohyně Maat, která byla bohyní pravdy a ztělesněním řádu.
Samotné slovo maat je pro svou komplexnost jen obtížně přeložitelné a spojuje v sobě pojmy jako „pravda“, „harmonie“ a „stabilita“ či prostě „správné jednání“. Reprezentuje všechno to, co je správné a nutné pro správný běh věcí. Je to univerzální neměnný kosmický řád zahrnující svět lidí i svět bohů a jejich vzájemné nejen propojení, ale i závislost. Výrazem fungování maat ve světě bohů jsou především mýty a legendy, ve světě lidském to jsou společenská pravidla a osobní lidská mravnost. V důsledku toho v egyptském pojetí splývalo respektování morálních pravidel v jedno s podporováním a udržováním kosmického řádu, jejich nedodržování naopak mohlo vést k jeho narušení. Zhroucením maat by došlo k zániku světa a vítězství chaosu (egyptsky isfet).

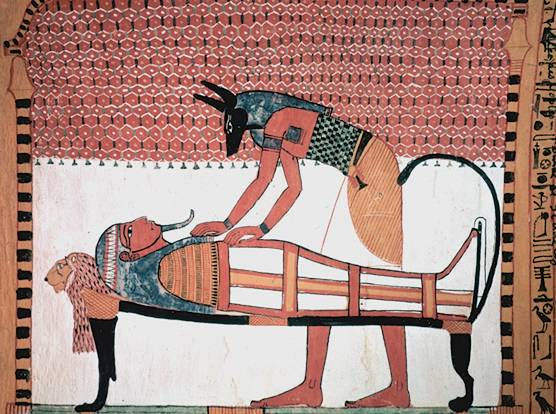
Mrtvý v sarkofágu je žehnán bohem pohřbívání, Anubisem.

Samotné náboženství prošlo během tisíců let své existence i jistým vývojem. Za panování králů čtvrté dynastie se do státního náboženství (ta podoba náboženství vyznávaná královským dvorem) dostal na nejvyšší místo sluneční bůh Re. V téže době se součástí královské titulatury stala fráze „sa-Ré“, znamenající syn Reův. Když později (ke konci druhého přechodného období) došlo k obnovení jednotného egyptského státu a vyhnání hyksóských panovníků ze země, pravilo se, že faraon a jeho armáda to dokázali, protože byli chráněni vesetským bohem Amonem, který se v Nové říši dostal na vrchol státního pantheonu. Ale protože zde byla konkurence v podobě boha Rea, došlo nakonec v tomto pojetí k jejich splynutí: Amon-Ré. Původní podoby samostatných bohů však nezanikly a Amon-Ré, psaný též jako Amonra, se stal novým božstvem.
Ve Třetím přechodném období, v pozdním období a hlavně pak v Ptolemaiovském období byl Egypt pod silným řeckým vlivem (tzv. helenizace), která se promítala i do náboženství. Za Ptolemaiovců se v egyptském pantheonu objevuje jako Esetin manžel bůh Serapis, což je božstvo spojující v sobě aspekty řeckého Dia a egyptského Usíreva. Helénský vliv na kulturu a náboženství však byl nejsilnější v Alexandrii a čím jižněji v Egyptě, tím v menší míře se helénizace projevovala. Zároveň však ovlivňování probíhalo i opačným směrem a například kult bohyně Eset se postupně rozšířil po celé Římské říši a její chrám lze nalézt i v troskách Pompejí.

### Písmo
Raná forma písma se objevuje již v období 3. tisíciletí př. n. l. Pro zápis se používalo nejdříve hieroglyfického písma, z něhož později vzniklo na papyry používané písmo hieratické a démotické. Hieroglyfy se psaly zleva doprava, zprava doleva nebo shora dolů. Orientace textu se pak dala určit podle orientace určitých znaků. Hieroglyfické písmo rozluštil v roce 1822 Jean-François Champollion, díky nálezu Rosettské desky.
Psalo se na papyrus, svitky vyrobené ze zvířecí kůže, střepy nádob a úlomky vápence (tzv. ostraka), dřevěné desky potažené štukem. Text se také vytesával do kamene nebo maloval na stěny hrobek.
Jazykem používaným pro zápis byla archaická egyptština (používaná před rokem 2600 př. n. l.), stará egyptština (2600 př. n. l. – 2000 př. n. l.), střední (klasická) egyptština (2000 př. n. l. – 1300 př. n. l.), nová egyptština (1300 př. n. l. – 700 př. n. l.), démotština (7. století př. n. l. – 5. století n. l.) a koptština (4. století n. l. – 17. století n. l.). Za doby Ptolemaiovců a později v Římské době byly některé texty psány i v řečtině.

### Staroegyptské písemnictví
Nalezené texty mají náboženský obsah, autobiografický, byla psána naučení pro následníky trůnu, sepsány byly činy některých faraonů. Také byly nalezeny texty obsahující povídky a bajky, matematické a lékařské texty a poezie.
Nejstarší známý text obsahují štítky nalezené v hrobce U-j, nacházející se v Abydu. Zpočátku se zaznamenávaly pouze údaje související s administrativou, činy panovníků a náboženské texty. Později, hlavně v období Nové říše, došlo k rozvoji staroegyptské literatury a zápisu povídek, pohádek, bajek, poezie a matematických a lékařských textů. Vznikly také texty, které obsahovaly rady do života (Egyptská naučení).
Nejznámějšími náboženskými texty jsou Texty pyramid a Texty rakví, které vznikaly v době Staré říše a Střední říše jsou psány střední (klasickou) egyptštinou. V období Střední říše vznikl Příběh Sinuhetův. Texty, vzniklé během období Nové říše byly psány v nové egyptštině.

### Smrt

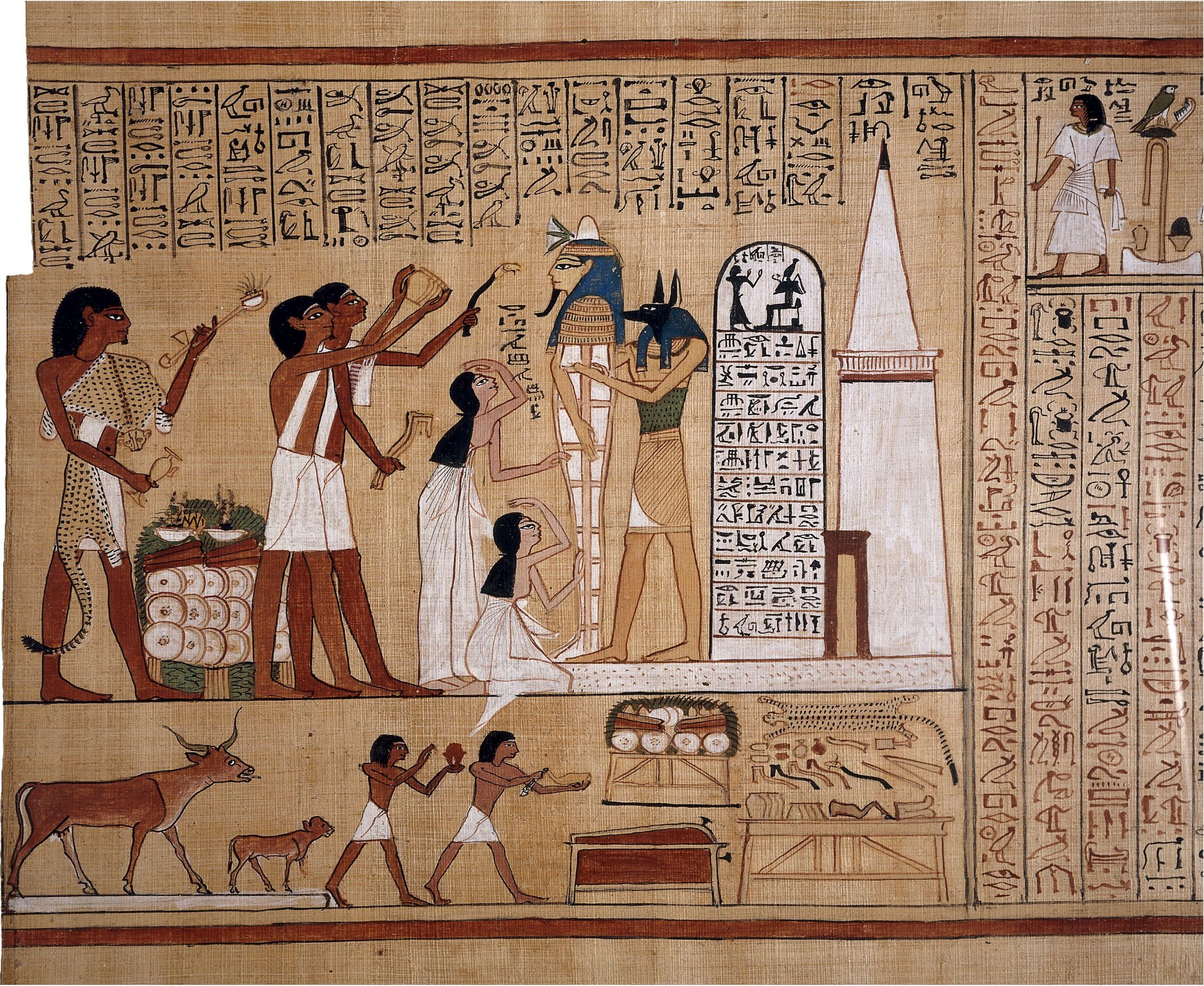
Výjev z Knihy mrtvých: Anup drží rakev, na níž je před hrobkou a před pohřební stélou prováděn obřad otevírání úst.

Egypťané věřili v pokračování života po smrti. V říši mrtvých vládl bůh Usirew (Usir). V říši mrtvých žije lidská duše dál plnohodnotných životem, ale jen za určitých podmínek.
Mumifikace byla nedílnou součástí smrti pro každého starého Egypťana. Mumifikace měla dvě podoby, přirozenou a umělou. Bytost pro ně byla součást elementů. Tělo bylo určeno ke smrti. Srdce bylo centrem citů, emocí a racionálního uvažování, bylo také pomyslným vstupem do ráje prostřednictvím vah boha Anupa. Podle Knihy mrtvých je srdce položeno na váhu, na druhé misce je položeno pero, to symbolizuje pravdu a spravedlnost. Pokud bude srdce zemřelého těžší než pero, projeví se tak vina zemřelého. Zemřelý tak musí pronést doznání. Srdce tak určuje, zda bude mrtvému uložena odměna nebo trest. Umělá mumifikace by měla probíhat takto: nejdříve byl vyňat mozek pomocí nosní dutiny, poté byla speciální tekutinou vypláchnuta dutina lebeční, nabroušeným kamenem byla rozříznuta dutina břišní a vnitřnosti byly vyjmuty a omyty. Břišní dutina se naplnila vonnými rostlinami. Poté se tělo sedmdesát dní potíralo natronem, aby se vysušilo. Proti ochabnutí bylo tělo vycpáno jílem, drtinami a dalšími materiály. Pryskyřicemi a oleji promazané tělo bylo zavinuto do bílých lněných obinadel, mezi které se vkládaly amulety. Na víčka se položily kamenné oči. Při přirozené mumifikaci docházelo k vysušení mrtvoly v pouštním písku. Vnitřní orgány kromě srdce a ledvin byly vyjmuty a uloženy v kanopách. Kanopy jsou nádoby, které slouží k uložení vnitřních orgánů balzamovaného člověka.
V Egyptě bylo nejhorším zločinem zohavení a zničení mrtvoly, neboť tak byla podmínka pro posmrtný život zničena.
Egypťané nemumifikovali jen lidi, ale i některá zvířata, která byla uctívána, např. býci, kočky.